# Емельяненко, Фёдор Владимирович
Фёдор Влади́мирович Емелья́ненко (род. 28 сентября 1976, Рубежное, Ворошиловградская область, Украинская ССР) — российский спортсмен, боец ММА, четырёхкратный чемпион мира по смешанным боевым искусствам — ММА в тяжёлом весе по версии Pride FC, двукратный — по версии RINGS, двукратный — по версии WAMMA, четырёхкратный чемпион мира и девятикратный чемпион России по боевому самбо. Заслуженный мастер спорта по самбо и мастер спорта международного класса по дзюдо. Считается одним из лучших бойцов за всю историю смешанных единоборств.
С 2003 по 2010 год всемирно признавался самыми известными спортивными масс-медиа (ESPN, Sherdog, Full Contact Fighter, MMA Weekly, Nokaut) лучшим бойцом ММА в тяжёлом весе. В этот же период в списках лучших бойцов независимо от весовой категории (англ. pound-for-pound) удерживал лидирующие позиции, находясь на первом месте по версии издания MMA.com, втором — по версии MMANews и третьем — по версии Sherdog и признавался многими экспертами лучшим бойцом ММА за всю историю спорта. В списке побеждённых бойцов находятся: Антониу Родригу Ногейра, Сэмми Схилт, Марк Коулмен, Рикарду Арона, Мирко Филипович, Тим Сильвия, Андрей Орловский, Марк Хант и другие известные бойцы.
На протяжении почти десяти лет оставался непобеждённым, что беспрецедентно в истории MMA. Первое официальное поражение получил при спорных обстоятельствах: 22 декабря 2000 года в рамках турнира King of Kings 2000 Block B японский боец Цуёси Косака вскользь попал запрещенным ударом предплечья, тем самым рассек бровь, которая уже была повреждена в предыдущем бою турнира, и уже на 17-й секунде поединка врачи остановили бой. Поскольку в рамках турнира должен был быть победитель, который продолжил бы путь до финала, а Емельяненко не мог продолжить участие, то победителем боя был признан Косака. В связи с этим многие поклонники смешанных боевых искусств, не учитывая данное поражение в силу его нелегитимности, считали Емельяненко единственным непобеждённым бойцом ММА до его поражения Фабрисиу Вердуму, который победил удушающим приёмом «треугольник» 26 июня 2010 года в рамках турнира Strikeforce 26. Проигрыш Вердуму стал первым в череде из трёх поражений подряд, после чего рейтинги Емельяненко в списках лучших бойцов мира значительно снизились. Через некоторое время, одержав несколько побед в России и Японии, объявил об уходе из спорта, но через три года вернулся, выступая с переменным успехом в различных организациях.

## Биография

### Ранние годы
Фёдор родился 28 сентября 1976 года в городе Рубежное Луганской области УССР в семье Владимира Александровича, сварщика, и Ольги Фёдоровны, преподавателя ПТУ. По национальности — русский (см. подробнее). У Емельяненко есть старшая сестра Марина (р. 1974) и младшие братья — Александр (р. 1981) и Иван (р. 1988), Александр также выступал в ММА. В 1978 году семья Емельяненко переехала в Старый Оскол, в Белгородской области, где Фёдор оставался жить и тренироваться, даже будучи знаменитым спортсменом. Жили Емельяненко всей семьёй в коммунальной квартире, занимая комнату, изначально предназначавшуюся для сушки белья, и разделяя с соседями кухню и ванную.
В 10 лет Емельяненко начал заниматься самбо и дзюдо. Неоднократно оставался в спортзале на ночь. Любопытно, что с собой на тренировки Фёдор начал приводить младшего брата, Александра, которого не с кем было оставить дома, в результате чего Александр сам стал профессиональным атлетом и одно время входил в десятку лучших тяжеловесов мира. Фёдор непрерывно продолжал занятия и после школы, во время обучения в городском ПТУ № 22, которое окончил с красным дипломом в 1994 году по специальности «электрик». На этом Фёдор не завершил своё образование: в 2003 году он поступил в Белгородский государственный университет на факультет физической культуры и спорта, который окончил в 2009 году, а по состоянию на январь 2011 года учится в аспирантуре того же университета.
С 1995 по 1997 год Емельяненко проходил службу в российской армии, сначала в пожарных войсках, а потом в танковой дивизии под Нижним Новгородом. В армии Фёдор продолжал тренировки, однако из-за ограничений, связанных со срочной службой, больше работал со штангой, гирями, а также совершал кроссовые пробежки. В этот же период родители Емельяненко развелись, но в отличие от своего брата Александра, Фёдор поддерживал отношения с отцом до его смерти в августе 2012 года.
В 1999 году Фёдор женился на Оксане, с которой познакомился ещё в школьные годы в пионерлагере, где Фёдор был на спортивных сборах, а Оксана работала вожатой. В том же году у них родилась дочь Маша. В 2006 году пара развелась. Примерно в это же время, после поездки в Дивеево, началось воцерковление Фёдора. Серьёзно задумываться о вопросах веры Емельяненко начал ещё во время службы в армии, однако ярко выраженный характер вера Фёдора приняла с 2006 года.
29 декабря 2007 года у Фёдора и его давней подруги, Марины, родилась дочь — Василиса, а в октябре 2009 года Фёдор и Марина поженились. В июле 2011 года у четы Емельяненко родилась дочь Елизавета. В середине 2013 года Емельяненко развёлся с Мариной и вернулся к первой жене — Оксане, с которой обвенчался в церкви. 27 марта 2017 года СМИ сообщили, что у супругов родилась дочь. 30 января 2019 года у Емельяненко родилась пятая дочь.

## Увлечение спортом и начало карьеры
Спортивное увлечение Фёдора борьбой началось с занятий самбо и дзюдо под руководством Василия Ивановича Гаврилова. Через год Фёдор был принят в спортивный класс, комплектовавшийся Владимиром Вороновым, тренером, который работал с ним на базе ДЮСШОР имени Александра Невского. По словам Владимира Воронова, в детстве Емельяненко ничем не выделялся на фоне своих сверстников, и добился успехов благодаря собственному упорству и тяжелейшей работе на протяжении многих лет.

### Выступления до ММА
После увольнения в запас в 1997 году Емельяненко получил звание мастера спорта России по самбо, а спустя два месяца, выиграв международный турнир в Курске, стал мастером спорта по дзюдо. Через год Фёдор получил звание мастера спорта международного класса по самбо, завоевав первое место на престижном международном турнире класса «А» в Москве, а также стал бронзовым призёром чемпионата России по дзюдо и бронзовым призёром чемпионата России по самбо. Кроме того, в 1998 году Емельяненко стал чемпионом по дзюдо среди вооружённых сил России в категории до 100 кг, а также стал вторым в абсолютной весовой категории.
В 1999 году Емельяненко был приглашён в российскую сборную по самбо, в составе которой стал бронзовым призёром международных турниров класса «А», а также помог привести сборную России к золотой медали в командном чемпионате Европы в Стамбуле. Несмотря на спортивные успехи, из сборной Емельяненко ушёл, столкнувшись с несправедливостью в судействе и принципе отбора в команду, а также в связи с необходимостью заработков. Именно последний фактор подтолкнул Фёдора к выступлению в боях по смешанным правилам уже на профессиональной основе, так как на тот момент он уже обзавёлся семьей и «материальной поддержки со стороны региональных спортивных организаций не хватало». Впрочем, Емельяненко продолжил выступать по самбо и, впоследствии неоднократно становился чемпионом России и мира.
В 2000 году Фёдор усиленно начал изучать технику бокса под руководством своего нынешнего тренера, Александра Мичкова, и сфокусировался на выступлениях в ММА. В это же время Емельяненко присоединился к клубу «Russian Top Team» («RTT»), находившемуся под управлением Владимира Погодина. В 2003 году Фёдор покинул «RTT», впоследствии указав на недобропорядочность Погодина, и присоединился к клубу «Red Devil Fighting Team» под руководством Вадима Финкельштейна, с которым работал бо́льшую часть своей спортивной карьеры.

## RINGS
Японская организация «RINGS» стала первой организацией ММА, с которой сотрудничал Фёдор. Под её эгидой Емельяненко провёл 11 боёв, победив среди прочих таких известных бойцов как Рикарду Арона и Ренату «Бабалу» Собрал, и дважды завоевал чемпионский титул в тяжёлом весе. Также, выступая за «RINGS», Фёдор получил своё первое официальное поражение от японского бойца Цуёси Косаки.
Поражение было получено при спорных обстоятельствах: 22 декабря 2000 года в рамках турнира «King of Kings 2000 Block B» Косака нанёс Фёдору рассечение запрещённым ударом локтя, и уже на 17-й секунде поединка врачи были вынуждены остановить бой. Поскольку бой был в рамках турнира, должен был быть объявлен победитель, который продолжил бы путь до финала. Емельяненко не мог продолжить участие в турнире, поэтому победителем боя был признан Косака. В другой ситуации победа была бы присуждена Емельяненко из-за дисквалификации Косаки. Перед боем с Косакой Фёдор провёл бой с Рикарду Ароной. Именно Арона первоначально нанёс Фёдору рассечение под глазом, которое было лишь усугублено Косакой. Впоследствии Фёдор взял реванш у Косаки во время выступлений в «Pride».
Несмотря на поражение, Фёдор всё же стал чемпионом «RINGS» в 2001 году. Победив Ренату Собрала, Емельяненко должен был драться против Бобби Хоффмана, но американец отказался выйти на бой, сославшись на травму, полученную в предыдущем бою. Вследствие отказа Хоффмана, Емельяненко автоматически получил титул чемпиона «RINGS» в тяжёлом весе.
На последнем турнире «RINGS», состоявшемся 15 февраля 2002 года, Емельяненко победил Криса Хейзмена и завоевал титул чемпиона «RINGS» в абсолютной весовой категории, после чего организация прекратила существование.

## Pride

### 2002—2003 гг.
Став чемпионом «RINGS», Емельяненко был приглашён в «Pride», самую крупную на тот момент организацию ММА в мире. В «Pride» Емельяненко дебютировал 23 июня 2002 года, выступив против нидерландского бойца Семми Схилта, которому уступал в росте почти 30 сантиметров. Несмотря на столь большую разницу, Емельяненко уверенно выиграл бой единогласным решением, после чего вышел на американца Хита Херринга. Победитель матча получал право сразиться за титул чемпиона «Pride» со специалистом по бразильскому джиу-джитсу Антониу Родригу Ногейрой, носившим чемпионский пояс Pride с 2001 года. Несмотря на то, что Херринг считался фаворитом, Емельяненко сумел победить техническим нокаутом уже в первом раунде, свалив американца на настил и обрушив на него град ударов в партере. В результате успешных атак Емельяненко у Херринга заплыли глаза и открылось серьёзное рассечение, осмотрев которое, врач запретил продолжение боя.
Победа над Херрингом дала Фёдору возможность встретиться с Ногейрой за титул чемпиона «Pride». Ногейра до боя с Емельяненко одержал 13 побед подряд, в том числе одолев Марка Коулмена, Сэмми Схилта и того же Херринга. Кроме того, Ногейра обладал титулом чемпиона «RINGS», завоёванным как раз на том турнире, где Емельяненко получил рассечение от Косаки. На момент первой встречи с Емельяненко, Ногейра считался фактически непобедимым бойцом из-за его выдающейся выносливости, способности выдерживать тяжелейшие удары и несгибаемой воли к победе. Несмотря на это, Емельяненко отправил Ногейру в нокдаун и, заняв доминирующую позицию, принялся наносить удары в своём излюбленном стиле «граунд-энд-паунд» практически на протяжении всего боя. Ногейра не раз пытался провести болевой приём, но Фёдор успешно нейтрализовывал эти попытки. После трёх раундов упорного противостояния, Емельяненко завоевал победу единогласным решением судей, став вторым и последним чемпионом в тяжёлом весе в истории «Pride». Позже Фёдор назвал этот бой одним из самых важных в карьере.
В 2003 году Фёдор провёл ещё три боя в «Pride», встретившись с Кадзуюки Фудзитой, Гари Гудриджем и Юдзи Нагатой. Бой с Фудзитой заставил поклонников Фёдора поволноваться, так как японский борец попал правой рукой Фёдору в висок. Несмотря на то, что Фёдор фактически испытал нокдаун, он сумел удержать равновесие и вошёл в клинч с Фудзитой, после чего перевёл бой в партер. Окончательно придя в себя, Фёдор поднял бой в стойку, где нанёс Фудзите боковой удар ногой по печени и завершил комбинацию левым хуком в челюсть. Через несколько секунд упавший Фудзита был вынужден сдаться от удушающего приёма. Впоследствии Емельяненко отмечал: «Фудзита был единственным, кто смог точно нанести мне удар, и удар его был очень сильным!»
В отличие от Фудзиты, бой с Гудриджем закончился быстро, так как всё, что смог сделать канадец, это лежать на полу и принимать удары. Однако в этом бою Фёдор получил травму руки, которая впоследствии привела к отсрочке нескольких боёв.
В конце 2003 года Фёдор попал в немилость менеджменту «Pride», выступив в конкурирующей организации «Inoki Boom Ba Ye», проводившей бои в тот же день, что и «Pride». Предпочтя более крупный гонорар, нежели тот, что был ему предложен в «Pride», Фёдор вышел на бой против японского рестлера Юдзи Нагаты. Боссы «Pride» остались недовольны таким поступком и объявили о проведении боя за временный чемпионский титул между Ногейрой и Мирко Филиповичем, где верх взял бразилец, сумев поймать Филиповича на болевой приём «рычаг локтя».

### 2004 год
В рамках турнира «Pride Heavyweight Grand Prix 2004» Фёдор встретился с бывшим чемпионом «UFC» и победителем «Pride Grand Prix 2000» Марком Коулменом. Американец сразу сделал результативный проход в ноги и установил доминирующую позицию в партере, после чего попытался наносить удары в «граунд-энд-паунде», но был пойман на «рычаг локтя». Бой занял чуть больше двух минут и продемонстрировал разностороннюю подготовку Фёдора, способного завершать бои против сильных противников и снизу.
На втором этапе турнира Фёдор вышел против тренировочного партнёра Коулмена, Кевина «Монстра» Рэндлмена, в бою, ставшем одним из наиболее известных в истории спорта. Несмотря на то, что Рэндлмен, один из немногих в тяжёлой весовой категории, уступал Фёдору в росте (178 см) и весе (93 кг), назвать его «проходным соперником» нельзя было никак. Двукратный чемпион первого дивизиона «NCAA» по борьбе и бывший чемпион «UFC», он доказал весомость претензий на титул чемпиона, нокаутировав в первом раунде одного из фаворитов турнира — Мирко Филиповича. В бою с Емельяненко Рэндлмен сумел выполнить проход в ноги, переведя бой в партер. В попытке выбраться Федор, выражаясь борцовским языком, «отдал спину», чем Рэндлмен немедленно воспользовался и провёл бросок прогибом. Бросок выглядел очень впечатляюще, так как Емельяненко фактически воткнулся головой в пол. Впоследствии этот момент стал одним из наиболее проигрываемых моментов в роликах, посвящённых «Pride» и ММА. Несмотря на падение, Емельяненко через несколько секунд выбрался из-под Рэндлмена, установил контролирующую позицию и вывел противника на болевой приём — «кимура» («узел плеча»). Всего бой занял 1 минуту 33 секунды.
15 августа 2004 года в полуфинале «Grand Prix» Емельяненко встретился с шестикратным членом сборной Японии по дзюдо и серебряным олимпийским призёром Наоей Огавой. Одним из наиболее известных моментов стало неспортивное поведение Огавы, который отказался пожать Емельяненко руку перед боем. Фёдор быстро перевел бой в партер, где провёл «рычаг локтя», таким образом второй раз в своей карьере выйдя на Антониу Родригу Ногейру, который, в свою очередь, одержал победу над соотечественником Емельяненко — Сергеем Харитоновым. Бой Ногейра-Емельяненко должен был не только определить победителя «Grand Prix 2004», но и объединить временный чемпионский титул Ногейры и титул Емельяненко. Встреча двух бойцов была очень напряженной, но в результате хоть и непреднамеренного, но все же запрещенного правилами, столкновения головами, у Емельяненко открылось рассечение. В итоге бой был признан несостоявшимся, и Емельяненко сохранил за собой титул чемпиона. Ногейра позже отметил, что на самом деле Фёдор проиграл бой, так как намеренно пошёл на столкновение, осознавая своё проигрышное положение. В ответ Емельяненко отдал должное Ногейре, отметив, что во второй встрече между ними, бразилец был значительно активнее, однако опроверг утверждение о своём поражении. Фёдор заявил, что Ногейра сам был заинтересован в аннулировании матча и был инициатором столкновения, вызвавшего травму.
Третья встреча между бойцами состоялась на «Pride Shockwave 2004». На карту вновь были поставлены титул чемпиона «Pride» в тяжёлом весе и титул чемпиона «Grand Prix 2004». В отличие от первого матча, прошедшего на полу, Емельяненко, к удивлению противника, предпочёл вести бой в стойке и ограничился дзюдоистскими бросками. План Ногейры — перевести бой в партер, установить доминирующую позицию и вывести Емельяненко на болевой приём — провалился. За 30 секунд до конца первого раунда бразилец всё же сумел повалить Емельяненко, но не успел воспользоваться преимуществом. Во втором и третьем раундах Антониу так не удалось закрыть гард, тогда как эффективная защита от проходов в ноги и результативные атаки Емельяненко закрепили за россиянином победу, а с ней и чемпионский титул.

### 2005 год

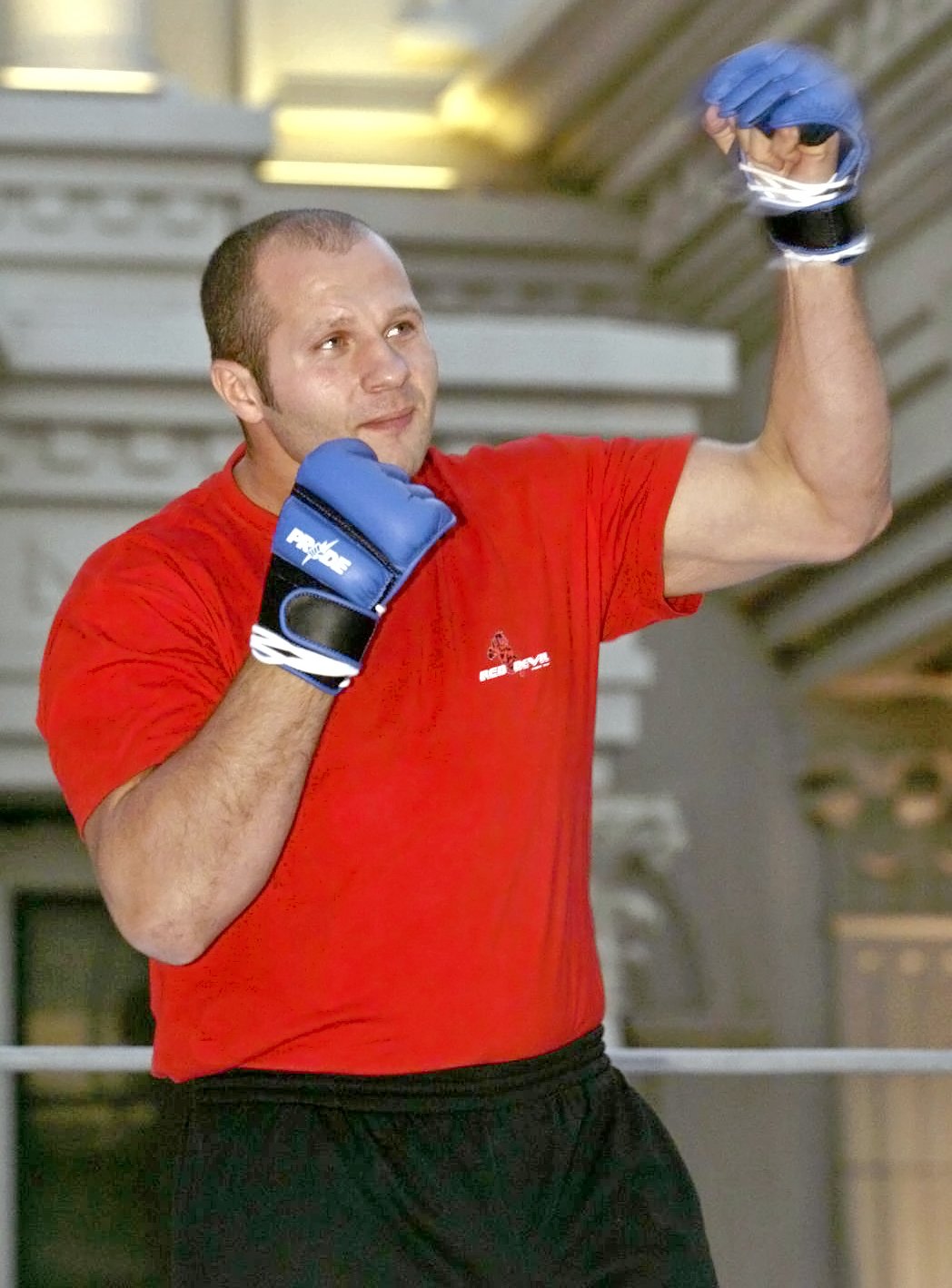
Фёдор Емельяненко во время открытой тренировки.

В апреле 2005 года на «Pride Bushido 6» Фёдор отомстил за своё первое поражение Цуёси Косаке, не оставив японцу ни одного шанса на победу и выиграв бой техническим нокаутом. Однако главным событием года бесспорно стал бой Емельяненко против хорватского бойца Мирко «Крокопа» Филиповича.
Филипович, перешедший из «К-1» в «Pride», быстро стал одним из главных претендентов на титул чемпиона, побив на своём пути таких бойцов как Кадзуюки Фудзита, Игорь Вовчанчин, а также нокаутировав младшего, но более крупного (193 см, 116 кг), брата Фёдора — Александра. Впоследствии Филиппович бросил вызов самому чемпиону, заявив: «Фёдор Емельяненко — ты следующий!». Кроме того, большой ажиотаж вызвало опубликованное на сайте Youtube видео, показывающее как, обычно невозмутимый, Фёдор смотрит в прямом эфире бой Филиповича с Александром Емельяненко и нецензурно выражается, особенно глядя, как Филипович продолжает наносить удары уже не сопротивляющемуся Александру. Бой Емельяненко-Филипович должен был состояться в конце 2003 года, однако, выступив на «Inoki Boom Ba Ye» из-за контрактных разногласий, Фёдор временно покинул «Pride». Менеджмент «Pride» организовал бой за временный титул чемпиона между Филиповичем и Ногейрой, в котором победу одержал последний. В дальнейшем встреча между Филиповичем и Емельяненко была повторно отложена, когда хорват неожиданно был нокаутирован Кевином Рэндлменом в первом раунде «Grand Prix 2004».
Выход на титульный бой после поражения от Рэндлмена Филипович завоевал благодаря убедительным победам над Роном Уотерменом (технический нокаут в первом раунде), тем же Рэндлменом (сдача от удушающего приёма «гильотина» в первом раунде) и Марком Коулменом (технический нокаут в первом раунде). После проигрыша Ногейры на новогоднем шоу 2004 года Филипович стал главным претендентом на титул чемпиона.
Бой состоялся 28 августа 2005 года во время «Pride Final Conflict». В первом раунде Филипович выбросил два жёстких джеба и разбил Фёдору нос. Кроме того, хорват нанёс Емельяненко несколько результативных ударов ногами по корпусу, в результате чего у Фёдора образовалась большая гематома с правой стороны грудной клетки. Несмотря на это, Емельяненко успешно противодействовал Филиповичу в стойке, а в партере сумел нанести несколько тяжёлых ударов по корпусу. Бой в стойке вообще стал сюрпризом для Филиповича, ожидавшего от Фёдора попыток перевода в партер и «граунд-энд-паунд». Сам Филипович перед боем заявлял, что «если Фёдор будет работать в стойке, то всё закончится очень быстро». Однако, как и в третьем бою с Ногейрой, тренерский штаб Емельяненко и сам Фёдор выбрали именно эту — неожиданную для хорвата — стратегию. Борьба и клинчевание заметно вымотали Филиповича, и из-за этой усталости во втором и третьем раундах преимущество Емельяненко стало очевидным: хорват чрезмерно осторожничал и значительную часть времени провёл, избегая атак Фёдора, иногда буквально спасаясь бегством. Позже Филипович объяснил это, заявив по национальному хорватскому телевидению, что выдохся из-за недостатка сна и разницы во времени между Хорватией и Японией. Впрочем, Емельяненко также находился не на пике формы. В частности, он не мог в полную силу бить правой рукой из-за травмы.
После 20 минут напряжённого боя, победа была присуждена Фёдору, став его второй успешной защитой титула чемпиона «Pride». Позже Емельяненко назвал этот бой одним из самых важных в карьере. Крупное спортивное издание «Sports Illustrated» в 2009 году назвало встречу Фёдора и Мирко «боем десятилетия».
Закончил год Фёдор победой техническим нокаутом над бразильским гигантом — Зулузинью. Для победы над двухметровым, 185-килограммовым бразильцем, Емельяненко потребовалось 26 секунд, что стало самым коротким боем в его карьере в «Pride».

### 2006 год

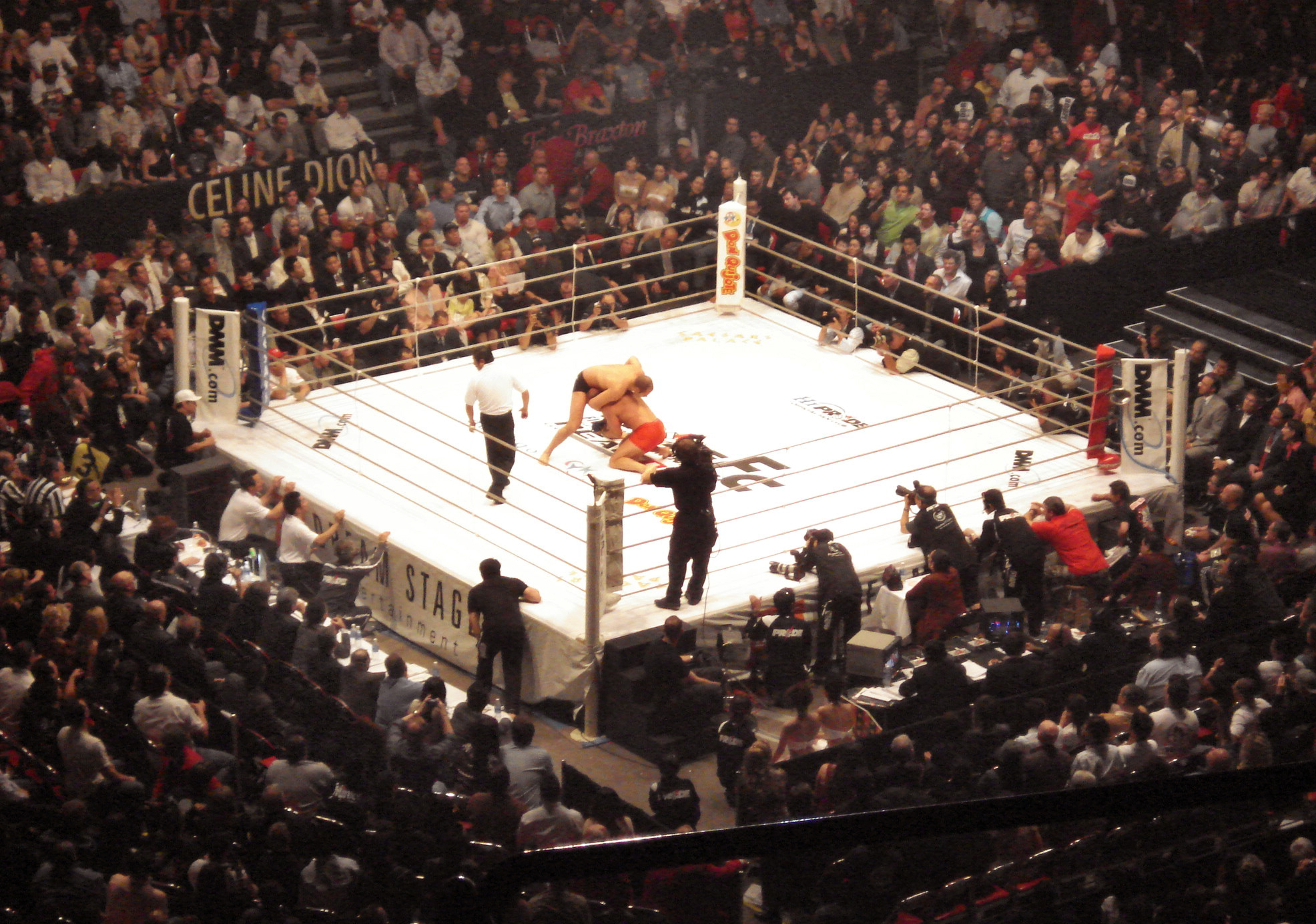
Емельяненко (в чёрных трусах) во втором бою против Марка Коулмена.

2006 год начался для Фёдора с операции на руке в одной из клиник Санкт-Петербурга, где спортсмену были установлены в место перелома пластины и одна спица. Реабилитационный период, назначенный врачами, продлился до 24 июня, когда пластины были извлечены.
Первый поединок Емельяненко после операции состоялся 21 октября против Марка Коулмена. Бой проходил в Лас-Вегасе в рамках шоу «Pride 32», первого события «Pride» за пределами Японии. На протяжении боя Емельяненко контролировал противника, а во втором раунде провёл победный приём — «рычаг локтя», поймав Коулмена на него во второй раз.
Последняя защита Фёдором титула чемпиона «Pride» состоялась на «Pride Shockwave 2006» против чемпиона «К-1» 2001 года — новозеландца Марка Ханта. Изначально планировалась встреча Емельяненко с Джошем Барнеттом, но Барнетт отказался от боя, заявив, что находится не в лучшей физической форме. Поскольку Мирко Филиппович 26 октября перенёс операцию на ноге и не мог принять участия в «Shockwave 2006», то кандидатом на титул чемпиона стал Хант, несмотря на то, что сам в июне потерпел поражение от Барнетта.
На второй минуте первого раунда Емельяненко вывел Ханта на «рычаг локтя», но тот сумел избежать болевого и, перевернувшись через Фёдора, оказался в сайд маунте. За следующие пять минут новозеландец провёл две попытки болевого приёма на руку, несмотря на то, что борьба в партере никогда не была его сильной стороной, однако не сумел завершить ни одну из них. Емельяненко снова перевёл бой в стойку, после чего бросил Ханта на пол, где сам провёл болевой приём «кимура» (также известный как «удэ-гарами»), заставив соперника сдаться на отметке в 8 минут 16 секунд первого раунда. Во время боя Фёдор сломал палец ноги, что не помешало ему завершить бой победой. Этот бой стал третьей и последней защитой Фёдором титула чемпиона «Pride», а заодно и последним его боем под эгидой японского промоушена. Через несколько месяцев организация обанкротилась, а её активы были выкуплены главным конкурентом — «UFC».

## BodogFight
Незадолго до распада «Pride», Емельяненко воспользовался пунктом в контракте, позволяющим ему участвовать в боях за другие организации при условии, что бой будет проходить на территории России, и принял предложение от малоизвестной организации — «BodogFight». Соперником Емельяненко стал американский боец Мэтт Линдланд, в прошлом серебряный олимпийский призёр по греко-римской борьбе. Для боя с Емельяненко Линдланду пришлось набрать 15 килограммов, чтобы перейти из привычной средней весовой категории в тяжёлую.
Бой состоялся 14 апреля 2007 года на событии под названием «Столкновение наций» (англ. Clash of the Nations) в Санкт-Петербурге, собрав среди зрителей большое количество знаменитостей, включая Владимира Путина, Сильвио Берлускони и Жан-Клода Ван Дамма. С первого удара Линдланд нанёс Емельяненко рассечение над правым глазом и вошёл в клинч в попытке перевести бой в партер. Под напором Линдланда Фёдор навалился на канаты ринга и непреднамеренно схватился за верхний, за что получил предупреждение от рефери. Линдланд, обхватив Емельяненко, попытался провести бросок, но Фёдор сумел развернуться в воздухе и оказаться в полугарде Линдланда. Через 2 минуты 58 секунд от начала раунда Емельяненко провёл рычаг локтя, заставив Линдланда сдаться. После боя Линдланд восхитился приёмом Емельяненко, отметив, что приём был проведён настолько мастерски, что он даже не почувствовал, как вытягивается его рука, пока уже не стало поздно.

## M-1 Global

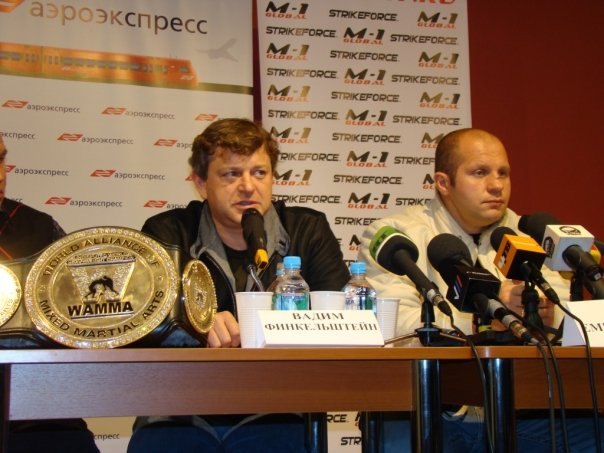
Вадим Финкельштейн — президент M-1 Global и менеджер Фёдора Емельяненко.

После банкротства «Pride» и выкупа её активов компанией «Zuffa», материнской компанией «UFC», в СМИ широко муссировались слухи, что Емельяненко будет проводить бои в американском восьмиугольнике. Слухам дополнительно способствовали разногласия между Кэлвином Эйром, владельцем «Bodog», и Вадимом Финкельштейном, менеджером Фёдора. Президент «UFC», Дэйна Уайт, выразил интерес в подписании контракта с Емельяненко, но указал, что менеджмент российского бойца является главным барьером в заключении контракта, в то время как Финкельштейн отметил сложности ведения переговоров с американцами.
Главным предметом споров между Финкельштейном и «UFC» стал так называемый «совместный промоушен» (англ. co-promotion): требование Финкельштейна подписать других бойцов клуба «Red Devil» и проводить бои одновременно под эгидой «UFC» и «M-1 Global». Также Финкельштейн выдвинул требование предоставить Емельяненко разрешение выступать на турнирах по самбо. Уайт не принял эти условия и заявил, что ожидал подписания контракта с российским бойцом в конце 2007 года — начале 2008 года, после окончания турнира по самбо. Выступать вне «UFC» после подписания контракта Фёдору было бы запрещено. Также Уайт объявил о намерении провести объединительный чемпионский бой с тогдашним чемпионом «UFC» Рэнди Кутюром. Помимо того, что менеджмент «UFC» был категорически против совместного проведения боёв, Уайт потребовал контракта на три боя, при этом, в случае завоевания Фёдором чемпионского титула, он бы терял его при уходе в другую организацию. Нечто подобное было с Рэнди Кутюром, который выступая в «UFC», попытался сотрудничать с другой организацией, «IFL», но вместо этого лишился титула и угодил в судебные тяжбы.
В итоге переговоры провалились, и в октябре 2007 года Емельяненко подписал двухлетний контракт на шесть боёв с «M-1 Global» — компанией, о которой было мало что известно, так как она была сформирована совсем недавно и являла собой альянс компаний «Микс-файт М-1», «Sibling Theatricals», «Garlin Holdings Limited», «SFX Media & Event». Также не было известно об уровне бойцов, масштабе мероприятий и финансовой состоятельности фирмы. Однако Фёдор указал, что в «M-1 Global [он] встретил полное понимание и почувствовал уважение к себе», в отличие от «UFC», а сам контракт был более привлекателен, нежели тот, что был предложен Дэйной Уайтом. В частности, особенностью соглашения стало отсутствие эксклюзивности, что давало бойцу право выступать и за другие организации.
В дальнейшем деятельность «M-1 Global» стала причиной конфликтов между Финкельштейном, который по состоянию на 2011 год занимал должность президента компании, и другими организациями, в частности, «Affliction». Вследствие этого выступления Фёдора заметно ограничились: если в «Pride» он мог провести от трёх до пяти боёв за год, то после подписания контракта с «M-1 Global» стал проводить, как правило, по одному бою за год, несмотря на необходимость проводить 3—4 боя в год согласно условиям контракта. Сам Фёдор также являлся миноритарным совладельцем «М-1 Global», обладая акционерной долей в 8,5 %.

## Yarennoka
31 декабря 2007 года Фёдор вышел на бой против корейского гиганта (218 см, 160 кг) Чхве Хон Мана по прозвищу «Техно-Голиаф». Бой проходил под эгидой японского промоушена «Yarennoka!» при поддержке «M-1 Global», «Fighting and Entertainment Group» (FEG) и «Deep». Особым правилом стало наложение запрета на нанесение ударов коленями в партере. На момент проведения боя Чхве был больше известен как кикбоксер из К-1, имевший на своём счету победы над такими известными бойцами как Сэмми Схилт, Боб Сапп и Могучий Мо. В ММА Чхве к тому времени провёл всего лишь один бой против больше шоумена, чем бойца, Бобби Ологуна, которого нокаутировал за 16 секунд.
Поначалу казалось, что разница в габаритах сыграет решающую роль. Удар Емельяненко, сваливший Зулузинью, на Чхве воздействия не возымел, а перевести бой в партер Фёдор не смог физически: при попытке броска кореец упал на него сверху, в результате чего Емельяненко оказался в невыгодной позиции. Чхве нанёс несколько ударов, но Фёдор блокировал его руку и попытался провести рычаг локтя снизу. Чхве избежал болевого приёма и поднялся в стойку. Вторая атака Фёдора была идентична первой: он выбросил левый полу-крюк, попав в челюсть противнику, вошёл в клинч, и опять оказался на полу под корейцем. Со второй попытки рычаг локтя удался, и Чхве был вынужден сдаться. Бой занял 1 минуту 54 секунды. После боя Фёдор удивился обилию синяков на своём лице, сказав, что даже не чувствовал ударов. Также за этот бой Емельяненко был удостоен премии «Золотой пояс», учреждённой Российским союзом боевых искусств, в номинации «Самая яркая победа года».

## Affliction
В апреле 2008 года Емельяненко подписал контракт с «Affliction Entertainment», дочерней компанией производителя одежды «Affliction». Согласно контракту, Емельяненко должен был принять участие в дебютном событии организации — «Affliction: Banned» (рус. «Изгнанные»). Новым соперником Фёдора стал двукратный экс-чемпион «UFC» в тяжёлом весе — Тим Сильвия. Как и предыдущий соперник Емельяненко, американец был весьма внушительных размеров: при росте в 203 сантиметра Сильвия весил 118 килограммов и при этом обладал значительно лучшей техникой бокса и борьбы, нежели Чхве. В предматчевых интервью Сильвия неоднократно позволял себе грубые замечания в адрес Емельяненко, обвиняя его в трусости и отказе сражаться с лучшими бойцами, которые, по утверждению Сильвии, находятся только в «UFC».
Для победы над Сильвией Фёдору потребовалось 36 секунд: Емельяненко обрушил на американца град ударов руками, после чего тот упал на колени и с трудом защищался. Емельяненко немедленно провёл удушающий приём со спины, став первым (и пока что единственным) чемпионом «World Alliance of Mixed Martial Arts» (WAMMA) в тяжёлом весе.
В следующем бою Емельяненко проводил защиту своего чемпионского титула против бывшего чемпиона «UFC» — белоруса Андрея Орловского. В отличие от Сильвии, Орловский не позволял себе критики в адрес Фёдора, однако в этом значительно преуспел наставник Андрея — легендарный тренер по боксу Фредди Роуч. Особенно усердно Роуч критиковал боксёрскую технику Фёдора, утверждая, что против Орловского у Емельяненко нет шансов.
Встреча Емельяненко и Орловского стала главным боем второго события, организованного «Affliction», проходившего под названием «Day of Reckoning» (рус. День расплаты) 24 января 2009 года. В начале боя Орловский выглядел достаточно убедительно: Андрею удавались эффективные комбинации, однако, судя по всему, окрылённый ранним успехом, Орловский решил побыстрее закончить бой, что стало для него роковой ошибкой. Загнав Емельяненко прямым ударом ноги в угол ринга, Орловский прыгнул на Фёдора, стремясь нанести завершающий удар коленом в прыжке, но пренебрёг защитой головы и нарвался на встречный правый кросс, который отправил его в глубокий нокаут. Позже этот нокаут был признан «Лучшим нокаутом 2009 года» по версии спортивного сайта Sherdog.
Следующие два боя носили демонстрационный характер и проходили в Японии. В первом показательном выступлении Емельяненко встретился с чемпионом «WAMMA» в лёгком весе — Синъей Аоки, которого в полу-игровой манере заставил сдаться путём ущемления ахиллова сухожилия. Во втором матче Фёдор встретился с Гегардом Мусаси, который периодически является тренировочным партнёром Емельяненко в периоды поездок последнего в Нидерланды. Дружеский матч был весьма интенсивным: оба бойца продемонстрировали технику дзюдоистских бросков, после чего Емельяненко закончил матч, проведя рычаг локтя.
Очередная защита чемпионского титула Емельяненко была назначена на 1 августа 2009 года, на мероприятии под названием «Affliction: Trilogy» (рус. «Трилогия»), против коллеги Фёдора ещё по временам «Pride» — Джоша Барнетта. Однако, бой не состоялся: 22 июля Барнетт был уличён Калифорнийской атлетической комиссией в использовании анаболических стероидов, в результате чего лишился лицензии на участие в боях.
23 июля в новостях проскользнула информация, что Барнетта заменит Витор Белфорт, уже указанный в списке участников «Трилогии». «Affliction» не подтвердила слухи, и новым теоретическим кандидатом в соперники Емельяненко стал Бретт Роджерс, поднявшийся в рейтингах в результате победы нокаутом над Андреем Орловским. Однако и эта гипотеза не подтвердилась, так как на следующий день «Affliction» отменила «Трилогию», заявив о невозможности подыскать адекватную замену и в достаточной степени прорекламировать бой. Отмена события привела к прекращению деятельности «Affliction» в качестве промоутера ММА.

## Strikeforce

### Новые переговоры с UFC
После фиаско «Affliction» президент «UFC» Дэйна Уайт, до поединка Фёдора с Тимом Сильвией чрезвычайно критически отзывавшийся о бойцовских способностях Емельяненко, предпринял попытки заполучить эксклюзивный контракт с ним: «Он стал моим наваждением. Я хочу этого [видеть Фёдора в UFC] даже больше фанатов». Широко признанный лучшим бойцом смешанного стиля в мире, Фёдор немедленно получал титульный бой с тогдашним чемпионом «UFC» Броком Леснаром и долгосрочный контракт с гонораром 2 миллиона долларов за бой плюс проценты от выручки со всего мероприятия, главным событием которого является бой Фёдора. Переговоры зашли в тупик: требования менеджера Фёдора Вадима Финкельштейна — взять принадлежащую ему «M-1 Global» равноправным партнёром в организации поединков Последнего императора — Уайт счёл неприемлемым.
Любопытно, что полосатый свитер Фёдора в среде поклонников ММА получил статус фетиша.

### Контракт со Strikeforce
После сотрудничества с «Affliction» Емельяненко подписал контракт с другой американской организацией ММА, «Strikeforce», по аналогичной схеме совместного промоушена с «М-1 Global». Президент компании Скотт Кокер подтвердил, что бой Емельяненко состоится 7 ноября и будет транслироваться по национальному телеканалу CBS. Соперником Фёдора стал 196-сантиметровый, 120-килограммовый нокаутер из Миннесоты Бретт Роджерс, на тот момент имевший в активе 10 побед при отсутствии поражений. Несмотря на то, что ещё за несколько месяцев до этого Роджерс занимался боями лишь в свободное от работы шиномонтажником время, он заставил мир ММА обратить на себя внимание, нокаутировав Андрея Орловского всего за 22 секунды. Бою предшествовала грандиозная информационная кампания, которая даже вылилась в съёмки документального фильма «Fight Camp 360°: Fedor vs Rogers» (рус. «Бойцовский лагерь 360°: Фёдор против Роджерса»).
Первый раунд боя, ставшего дебютом Емельяненко в клетке, заставил болельщиков Фёдора всерьёз поволноваться. С первого удара Роджерс рассёк Фёдору переносицу, а в середине первого раунда сумел оказаться в партере сверху и нанести несколько ударов в «граунд-энд-паунде». Несмотря на это, Емельяненко сумел перехватить инициативу во втором раунде и начал изматывать Роджерса физически, чередуя атаки руками с клинчем. В результате потерявший концентрацию Роджерс немного опустил руки, и Емельяненко нанёс сокрушительный удар правой рукой, который свалил американца на пол. Фёдор успел нанести ещё несколько ударов, но Роджерс уже перестал защищаться, и рефери остановил бой на отметке в 1 минуту 48 секунд второго раунда.

### Первое бесспорное поражение
Следующий бой Емельяненко состоялся 26 июня 2010 года против специалиста по бразильскому джиу-джитсу и чемпиона «Abu Dhabi Combat Club» Фабрисиу Вердума. Перед боем шансы Вердума расценивались экспертами и болельщиками как очень низкие. Во время боя после небольшой разведки Фёдор поймал противника на противоходе, сбил с ног ударом руки и бросился добивать в партере, где Фабрисиу сначала захватил его руку, а потом заключил Емельяненко в «треугольник». Фёдор попытался высвободиться, но безуспешно, и на отметке 1:09 первого раунда Емельяненко был вынужден сдаться, что стало его первым неоспоримым поражением за карьеру. Впоследствии этот приём был признан «Лучшим удушающим 2010 года» по версии сайта «Sherdog». После боя Вердум заявил, что всё равно считает Емельяненко лучшим бойцом и своим кумиром, а также изъявил желание провести реванш, при этом указав, что хотел бы драться на территории России «как Рокки Бальбоа». Впрочем, через несколько дней Вердум сказал, что ему необходима операция на руке, в результате чего повторная встреча двух бойцов была отложена на неопределённое время и, в итоге, не состоялась.
Кто не падает, тот не встаёт.
В результате поражения Емельяненко лишился лидерства в рейтингах лучших бойцов тяжёлого веса: «MMA Fighting» понизил его до пятого места, а «MMA Weekly» и «Sherdog» — до третьего. Сайты «Sherdog» и MMAFighting.com исключили Емельяненко из первой десятки лучших бойцов независимо от весовой категории. Помимо этого, в прессе пронеслись слухи, что «M-1 Global», лишившись своего главного козыря — непобедимости Фёдора, столкнулась с большими проблемами, поставившими под угрозу существование компании. Слухи были немедленно опровергнуты операционным директором компании Евгением Коганом через его аккаунт в Твиттере.

### Бой против Силвы
В начале января 2011 года было объявлено, что Фёдор примет участие в турнире «Strikeforce Grand Prix» и его соперником на первом этапе станет бразильский боец — Антониу Силва по прозвищу «Bigfoot» (рус. Бигфут), которое связано с его заболеванием, проявляющимся увеличением кистей, стоп, челюсти и черепа. На момент объявления боя Силва имел в своём послужном списке 15 побед и 2 поражения, а также титул чемпиона в тяжёлом весе недействующей организации «EliteXC». На взвешивании, за сутки до боя, Силва уложился в лимит тяжёлой весовой категории — 120 кг, а на следующий день весил уже 129 кг, при том, что Емельяненко весил 104 кг. Тем не менее, большинство как экспертов, так и болельщиков считали фаворитом Фёдора. В частности, сайт «mixfight.ru» привёл прогнозы Алексея Олейника, Андрея Семёнова, Владимира Матюшенко и Денниса Зифера, которые сводились к тому, что ему предстоит тяжёлый бой, однако он победит, а по результатам опроса на сайте «mmajunkie.com», 35 % респондентов высказалось за итоговую победу Емельяненко в Гран-при.
Бой, состоявшийся 12 февраля 2011 года, вызвал повышенный интерес телезрителей: для россиян прямую трансляцию вёл телеканал «Россия-2», для американцев — кабельный телеканал «Showtime», по сообщению которого во время трансляции поединка только перед экранами телевизоров находилось около 1 100 000 зрителей. Кроме того, неустановленное количество болельщиков воспользовалось нелегальными трансляциями турнира посредством Интернета.
В первом раунде бойцы часто шли в размен ударами, при этом Силва, пользуясь преимуществом в росте и весе, сумел разбить Емельяненко нос. После очередной атаки бразильца бойцы вошли в клинч, где Фёдор попытался провести удушающий приём «гильотина», но Силва избежал удушения, хотя потерял равновесие и упал на спину. Фёдор дважды проходил гард Силвы, оказываясь в полугарде, где даже попытался провести болевой приём «кимура», но разница в габаритах и борцовские навыки Силвы, имеющего чёрный пояс по бразильскому джиу-джитсу, не позволили Емельяненко исполнить задуманное. С первых секунд второго раунда Силва совершил успешный проход в ноги и на протяжении почти всего раунда наносил Фёдору удары в «граунд-энд-паунде», несколько раз попытавшись провести удушающий приём. По истечении пяти минут раунда у Емельяненко образовалась обширная гематома правого глаза, и, несмотря на стремление Фёдора продолжать бой, врачи наложили на это запрет. Таким образом, Емельяненко выбыл из турнира на первой стадии и получил своё второе поражение подряд, которое снизило его рейтинг в списке лучших в мире тяжеловесов до восьмого места по версии «Sherdog» и до седьмого — по версии «MMA Weekly».
При анонсировании боя с Силвой также стало известно, что Фёдор продлил контракт со «Strikeforce» как минимум ещё на четыре боя, однако после проигрыша Фёдор сказал, что, возможно, ему настало время уйти из спорта. Впрочем, вернувшись в Россию, Фёдор заявил, что слова касательно своего ухода из спорта «бросил сгоряча» и сможет провести ещё несколько боёв.

### Бой против Хендерсона

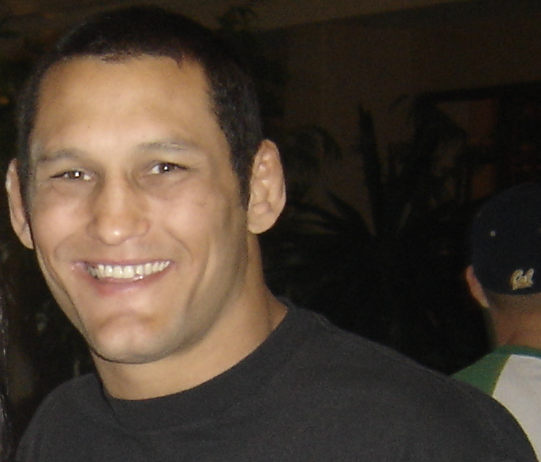
Дэн Хендерсон.

30 июля Фёдор встретился с американским бойцом Дэном Хендерсоном, бывшим чемпионом «Прайда» в среднем весе и действующим чемпионом «Strikeforce» в полутяжёлом весе. Бывший двукратный член сборной США по греко-римской борьбе, Хендерсон, на протяжении карьеры выступавший в весовых категориях до 93 кг и 85 кг, впервые попробовал себя в тяжёлой весовой категории, с трудом набрав необходимые 94 килограмма. При этом Хендерсон, помимо борьбы известный своим нокаутирующим ударом правой руки под названием «H-Bomb», сказал, что тяжёлым и медленным себя не чувствует. Мнения профессиональных бойцов, прогнозировавших исход боя, разделились: если раньше практически все отдавали предпочтение Фёдору, то после двух поражений скептицизма в его адрес стало гораздо больше.
Господь не наказывает тех, кого не любит.
Бой начался на встречных курсах, и оба соперника уже на первой минуте нанесли несколько точных ударов. Хендерсон был более результативен, и у Емельяненко открылось небольшое рассечение в районе правого глаза. Хендерсон вошёл в клинч и прижал Фёдора к сетке, где сумел нанести несколько ударов коленом в корпус и по внутренней стороне бедра. Разойдясь, противники вновь обменялись ударами, и на этот раз точнее был Емельяненко: Хендерсон упал, а Фёдор попытался добить его в партере. Однако Дэн извернулся, с помощью захвата бедра зашёл за спину Фёдора и нанёс апперкот, сваливший Емельяненко. Хендерсон нанёс ещё несколько ударов, которых, по мнению рефери Херба Дина, было достаточно для остановки боя. Несмотря на то, что от апперкота Фёдор потерял сознание, к моменту остановки боя Хербом Дином он пришёл в себя, и победа была зафиксирована как от технического нокаута.
После боя Емельяненко заявил, что поединок был остановлен слишком рано, а Хендерсон, являющийся большим поклонником Фёдора, назвал произошедшее одним из самых серьёзных достижений в своей карьере.
Для Емельяненко бой с Хендерсоном стал последним по контракту со «Strikeforce». Учитывая три последовательных поражения Фёдора, возникли вопросы о его будущем с этой организацией, но Скотт Кокер заверил болельщиков, что был бы рад снова видеть Фёдора под эгидой «Strikeforce». Однако Дэйна Уайт, президент «Zuffa LLC», перекупившей «Strikeforce» в начале 2011 года, решил иначе и отказался продлевать контракт с Емельяненко. Вадим Финкельштейн назвал заявление Уайта «пиаром за счёт Емельяненко». По словам менеджера бойца, контракт Емельяненко был заключён с каналом «Showtime», который остался действительным.

## Дальнейшая карьера

### Бой против Монсона

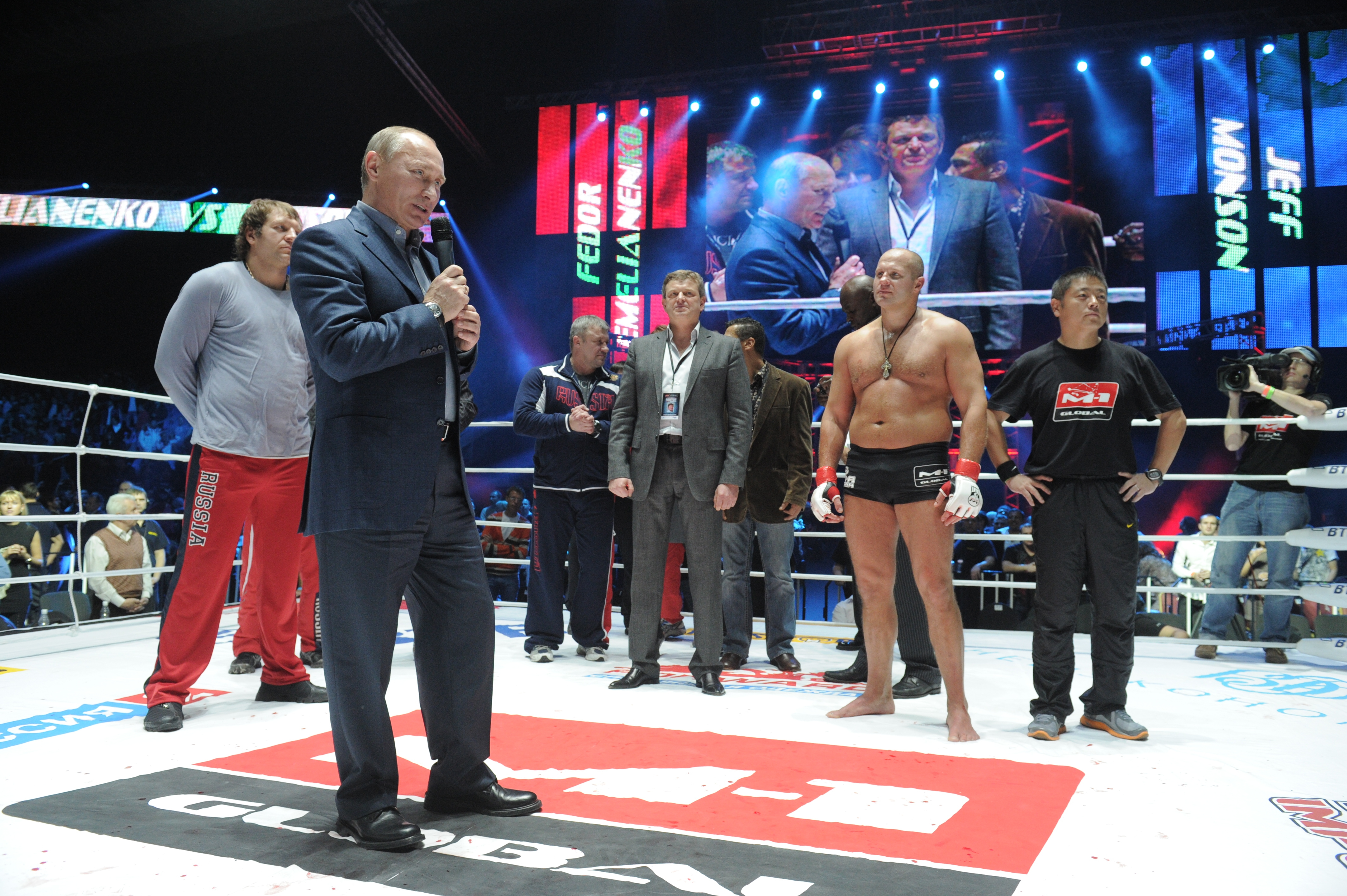
Фёдор Емельяненко после боя с Джеффом Монсоном.

20 ноября 2011 года Емельяненко впервые провёл бой в Москве: в УСК «Олимпийский» он вышел в ринг против двукратного чемпиона ADCC сорокалетнего Джеффри Монсона по прозвищу «Снеговик» в главном бою вечера «M-1 Global: Fedor vs Monson», транслировавшемся в прямом эфире «России-2». Фёдор в течение трёх раундов владел преимуществом, раз за разом отправляя соперника на настил ударами руками или лоукиками, которые он до этого боя практически не применял. Однако продолжения в партере схватка не получала: Емельяненко не стал использовать свой арсенал «граунд-энд-паунда», предпочитая проводить бой в стойке. Результатом доминирования Фёдора стала его победа единогласным решением, а у Монсона врачи после боя диагностировали перелом малой берцовой кости правой ноги.

### Dream
13 февраля 2008 года Емельяненко посетил пресс-конференцию нового японского промоушена «Dream», сформированного на руинах «Pride». Вадим Финкельштейн подтвердил союз «Dream» и «M-1 Global», указав, что Емельяненко будет выступать на боях новой японской организации. 31 декабря 2011 года Фёдор совершил свой дебют в этой организации, приняв участие в новогоднем турнире Fight For Japan: Genki Desu Ka Omisoka 2011, где выступил в главном бою вечера против новичка ММА, олимпийского чемпиона по дзюдо 2008 года, Сатоси Исии. Бой прошёл под диктовку Фёдора Емельяненко: как и в бою с Монсоном, россиянин придерживался тактики отказа от борцовских приёмов, держа бой в стойке и нанося удары преимущественно руками. Сатоси Исии оборонялся, не пытаясь атаковать. Бой закончился в середине первого раунда, когда Емельяненко послал соперника в нокаут ударом правой руки.

### Бой против Педро Риззо
21 июня 2012 года Емельяненко вышел против бразильского тяжеловеса Педро Риззо, известного своими выступлениями на ранних турнирах UFC. Фёдор одержал победу нокаутом на второй минуте первого раунда. После боя спортсмен объявил об окончательном решении завершить карьеру в смешанных единоборствах:
Я думаю, что время пришло, я ухожу. У меня есть ещё чемпионат мира по боевому самбо. На решение об уходе повлияла семья. Дочки растут без меня, поэтому настало время уйти.

### Перерыв в боях и возвращение на ринг
С лета 2012 года Емельяненко не выступал в турнирах по смешанным единоборствам, но продолжал поддерживать спортивную форму. 14 июля 2015 года Фёдор заявил о своём возвращении на профессиональный ринг.
20 сентября 2015 года Емельяненко объявил, что договорился с бывшим владельцем организации «Прайд» о поединке, назначенном на 31 декабря 2015 года в рамках новогоднего шоу «RIZIN» в Японии. Соперником Емельяненко стал Джайдип Сингх — победитель нескольких престижных турниров по кикбоксингу, на тот момент выигравший оба своих профессиональных боя по правилам ММА. В этом бою Емельяненко одержал победу техническим нокаутом в первом раунде.
17 июня 2016 года состоялся поединок с Фабио Мальдонадо. На второй минуте первого раунда Фабио серьёзно потряс Фёдора, поймав его двумя встречными боковыми ударами в челюсть и сумев нанести большое количество ударов в партере. В двух оставшихся раундах Емельяненко выровнял поединок и выиграл бой решением большинства судей: 28-28, 29-28, 29-28. Штаб Мальдонадо не согласился с вердиктом судей и подал апелляцию в «Союз ММА России» (далее в разделе — «Союз»), где её отклонили, сославшись на «правило 40 минут», по которому апелляция должна подаваться не позднее, чем через 40 минут после окончания поединка. Данное решение вызвало протест в штабе Мальдонадо, который предположил, что на решение мог повлиять тот факт, что Емельяненко является президентом «Союза». Также «Союз» отказался рассматривать апелляцию, ссылаясь на правила WMMAA, применимые к любительским, а не профессиональным поединкам. Позже вице-президент «Союза» Радмир Габдуллин сообщил, что в качестве исключения апелляция Фабио все же будет рассмотрена Всемирной Ассоциацией ММА (WMMAA). Кроме того, WMMAA организовала независимую комиссию из трёх судей, которые после просмотра боя единогласно пришли к выводу, что справедливым результатом будет ничья (28-28) и отменила победу Емельяненко. Комиссия указала на возможный конфликт интересов и посчитала бой профессиональным поединком, что исключало «правило 40 минут», однако российская ассоциация MMA отказалась пересматривать решение по бою.

### Выступления в Bellator
24 июня 2017 года Емельяненко вышел против бывшего бойца UFC Мэтта Митриона в рамках шоу 180. На второй минуте первого раунда оба бойца одновременно выбросили правый прямой удар рукой и оба попали по противнику, отправив друг друга в нокдаун. Но в отличие от Емельяненко, Митрион быстро пришёл в себя и добил Фёдора на покрытии, заставив судью остановить бой. Емельяненко по контракту полагалось ещё два боя с Bellator, и Фёдор, несмотря на тяжёлое поражение, сказал, что собирается выступать дальше.
28 апреля 2018 года Федор Емельяненко встретился с Фрэнком Миром в четверть-финале турнира за пояс Bellator в тяжёлом весе. В прошлом Мир был чемпионом UFC в тяжёлом весе и считался одним из лучших грэпплеров в смешанных единоборствах, однако в 2010-х его карьера пошла на спад, и для него это выступление стало первым за два года после дисквалификации за употребление стероидов. С началом боя Мир сразу же начал активно прессинговать и сумел нанести Фёдору два точных удара в голову. Емельяненко упал на настил, но быстро поднялся в стойку. Мир продолжил прессинговать и после очередной комбинации руками прижал Фёдора к стенке, где намеревался получить преимущество в клинче. Но Емельяненко провел подсечку, бросив противника в партер, где в коротком эпизоде ни один из бойцов не смог добиться превосходства. Поднявшись в стойку, Мир решил опять прижать Фёдора к стенке и бросился вперёд с комбинацией прямых ударов руками. Емельяненко же на отходе попал Миру правой рукой в голову и добавил левый апперкот, от чего Мир рухнул на пол и потерял сознание. Емельяненко бросился на добивание, и после нескольких безответных ударов российского бойца рефери остановил бой на 48-й секунде первого раунда. После боя журналисты отметили, что до боя с Дэном Хендерсоном в июле 2011 года Фёдор лишь однажды побывал в состоянии грогги за 34 поединка, что случилось в бою с Кадзуюки Фудзитой. Однако Мир стал третьим бойцом подряд, который в бою сумел ударом сбить с ног Емельяненко, что свидетельствует об ухудшении его способности держать удар и снижении координации. Но в то же время Фёдор доказал, что, сохранив тяжёлый удар и навыки борьбы в клинче, он в свой 41 год ещё остался серьёзным соперником.
В полуфинале турнира противником Емельяненко стал экс-претендент на титул чемпиона UFC в среднем весе Чейл Соннен. Соннен, известный как мастер трэш-тока и ранее неоднократно позволявший себе критику в адрес Федора, и в этот раз не обошёлся без острых высказываний, обвинив его в подставных боях. Тем не менее, он отметил, что признаёт высокий уровень мастерства Фёдора, а через несколько дней после боя даже назвал его одним из лучших в истории. С первых же секунд боя Соннен трижды оказывался на настиле, но Фёдор, не желая проводить поединок в партере, позволял ему подняться. Чейл в свойственной себе манере раз за разом пытался сближаться и проводить тейкдауны, и даже дважды сумел перевести бой в партер, однако дивидендов из этого извлечь не смог. В стойке же Фёдор полностью доминировал. В итоге Федор победил своего соперника техническим нокаутом в концовке первого раунда.
В финале турнира, состоявшемся 26 января 2019 года в Лос-Анджелесе, Емельяненко вышел против действующего чемпиона Bellator в полутяжёлом весе Райана Бейдера. На кону стоял пояс чемпиона Гран-При в тяжёлом весе и чемпионский пояс Бейдера. Бой закончился поражением Емельяненко нокаутом на 35-й секунде. Фёдор не успел нанести ни одного удара, пропустив левый хук в челюсть, от которого оказался в нокдауне, после которого Бейдер незамедлительно его добил. Удар был неразмашистым, но получился очень точным и быстрым. Таким же ударом Бейдер нокаутировал Лаваля на 15-й секунде в четверть-финале турнира.

### Прощальное турне
Несмотря на тяжёлое поражение в финале Гран-При, Фёдор Емельяненко принимает решение продолжить выступления на профессиональном ринге. Журналисты называют этот этап «прощальным турне „Последнего Императора“», который должен включать в себя три боя — в Японии, США и России. Первым боем турне в рамках сотрудничества промушенов Bellator и Rizin стал поединок с американским тяжеловесом Куинтоном Джексоном. Бой состоялся в Японии 29 декабря 2019 года на «Сайтама-Суперарене». Уже на предматчевом взвешивании стало очевидно, что американский боец находится не в лучшей форме, он оказался на 11 кг тяжелее российского оппонента. Зрелищного поединка не получилось — Джексон почти три минуты пытался блокировать атаки Емельяненко, но пропустил удар в конце третьей минуты первого раунда, после которого не смог продолжить бой. Фёдор Емельяненко посвятил победу своей дочери.
23 октября 2021 года Фёдор Емельяненко встретился с американцем Тимоти Джонсоном, который занимал вторую строчку в рейтинге тяжеловесов Беллатор, в главном бою вечера на первом турнире Беллатор в России. Бой продлился менее двух минут, Фёдор финишировал соперника уже в первом раунде после серии ударов в голову.
Последний бой в карьере Емельяненко был проведён 4 февраля 2023 г. в рамках мероприятия Беллатор 290, где Фёдор вновь сразился с Райаном Бейдером. Бейдер победил техническим нокаутом. После боя Фёдор официально объявил о завершении карьеры и о желании уйти в тренеры.

## Тренировочный режим

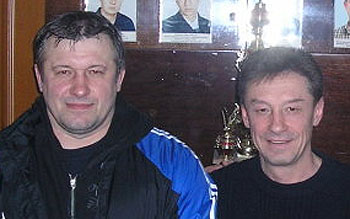
Тренеры Фёдора Емельяненко — Владимир Воронов (слева) и Александр Мичков.

Емельяненко тренируется два-три раза в день в зависимости от стадии подготовки к бою. В тренировочном процессе он пользуется базовыми упражнениями: бег (суммарная дистанция, пробегаемая Фёдором за день, составляет порядка 15 километров), подтягивания, отжимания на брусьях, упражнения на пресс. По собственному признанию, с железом он практически не работает, однако усиленно «качался» c 13 до 24 лет, выжимая от груди 180 килограммов. С тех пор работа Фёдора с железом преимущественно сводится к упражнениям с гирями и кувалдой. Кроме того, Емельяненко является сторонником тренировок в условиях разреженного воздуха, ради чего каждый год ездит со своей командой на сборы в Кисловодск.
По ходу карьеры Емельяненко работал с другими известными российскими бойцами ММА. Во время работы с «RTT» и выступлений в «RINGS» Фёдор тренировался с такими бойцами как Сергей Харитонов, Амар Сулоев, Андрей Копылов, Николай Зуев и Волк-хан. В «Red Devil» Емельяненко начал тренироваться совместно с Романом Зенцовым, однако с 2008 года Зенцов стал уделять больше внимания своей политической карьере. До 2006 года в команде Фёдора также работал его младший брат, Александр, однако потом он переехал в Санкт-Петербург. Сегодня c Фёдором, в числе других, тренируются Кирилл Сидельников, Александр Волков, Максим Гришин и ряд других бойцов, преимущественно выступающих под эгидой «М-1 Global». Состав команды и тренировочный процесс Фёдора неоднократно подвергались критике, особенно после того как Фёдор проиграл Вердуму. В частности, ставился под вопрос подход к тренировкам, при котором не ведётся подготовка к конкретному сопернику. Критика усилилась после поражения от Силвы, перед боем с которым тренерский штаб не искал спарринг-партнёров габаритов бразильца (193 см, 129 кг), а предпочёл задействовать Сидельникова (180 см, 107 кг).
Несколько раз Емельяненко уезжал на тренировки в Нидерланды. В частности, во время подготовки к бою против Филиповича Емельяненко улучшал свои навыки муай тай в команде известного бойца К-1 Эрнесто Хоста. Также желание тренироваться вместе с Емельяненко выразил бывший временный чемпион UFC — Шейн Карвин.
Костяк тренерского состава на протяжении большей части карьеры Емельяненко составляли Владимир Воронов (самбо), Александр Мичков (бокс) и Олег Неустроев (доктор, массажист, психолог).

## Стиль боя
Фёдор Емельяненко отличается от других бойцов, в первую очередь, своей нестандартной боксёрской техникой. В отличие от традиционных боксёров и кикбоксеров, Емельяненко практически не наносит джебов и большую часть ударов проводит по круговым траекториям. Данный подход доказал свою эффективность, учитывая специфику правил ММА, а точнее, наличие тонких накладок на руках бойцов, лишающих возможности пользоваться традиционными боксёрскими приёмами, как, например, блок перчаткой. Удары руками являются главным оружием в арсенале Емельяненко во время боёв в стойке: обладая способностью нокаутировать соперника как с левой, так и с правой рук, Емельяненко особенно опасен на близкой дистанции, что продемонстрировали бои с Филиповичем и Сильвией. Удары ногами в исполнении Фёдора относительно редки, однако здесь роль играет не пробел в технике, а персональные предпочтения и стратегия на бой. Например, в боях против кикбоксеров, Ханта и Филиповича, Емельяненко успешно наносил удары ногами, причём последнего даже сумел ударить ногой в голову. В бою с Джеффом Монсоном Фёдор активно использовал лоукики, в результате одного из которых его противник получил перелом ноги. Также, благодаря мастерству самбо и дзюдо, Емельяненко является одним из лучших специалистов в мире по «граунд-энд-паунду», а также умеет завершать бой болевым или удушающим приёмом, находясь как сверху, так и снизу.
Кроме того, на протяжении карьеры визитной карточкой Фёдора являлись его хладнокровие и сдержанность, что в сочетании c быстрой реакцией и отработанной техникой приёмов, позволяло спортсмену одерживать победы независимо от внешнего влияния, будь то большое количество зрителей, важность поединка или вербальные оскорбления со стороны соперника. Интересен тот факт, что, в отличие от многих бойцов ММА, пытающихся «зарядиться» перед выходом на ринг, в раздевалке Емельяненко обычно царит расслабленная атмосфера: Фёдор общается с друзьями, рассказывает анекдоты или играет в карты, комментируя это тем, что за долгие годы выступлений в спорте научился бороться с предстартовым волнением и выходит на ринг просто выполнить свою работу.

## Личностная характеристика

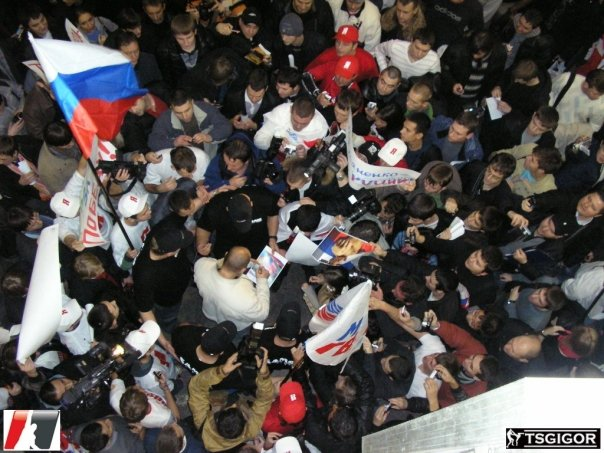
Фёдор раздаёт автографы в аэропорту «Шереметьево-2» после боя с Роджерсом.

Главной отличительной чертой Емельяненко, по мнению многих журналистов и болельщиков, является его скромность. В отличие от многих бойцов ММА, «поливающих» соперника грязью в предматчевых интервью, Емельяненко всегда вежливо и с уважением отзывается об оппоненте и очень сдержан в проявлении эмоций до, во время и после боя. Несмотря на большую популярность во многих странах мира, Емельяненко остаётся неизменно дипломатичен в интервью с журналистами и общении с болельщиками, никогда не кичась своими победами или наградами. На протяжении большей части своей карьеры Емельяненко был более популярен в Японии, Корее и США, чем в России, в связи с плохим освещением ММА российскими средствами массовой информации. При этом в Японии и Корее ему буквально «не дают прохода», так как большое количество фанатов стремится, если не получить автограф или сфотографироваться, то хотя бы прикоснуться к Емельяненко или постоять рядом. Скромность Фёдора проявляется и в других аспектах его жизни: он обычно одет в неброскую одежду, а деньги, по его утверждению, для него — это «помощь близким» и «возможность помогать тем, кто рядом» с ним.
В связи со сложными политическими отношениями между Россией и Украиной в Интернете нередки дискуссии, кем является Емельяненко по национальности. Сам Фёдор отвечает на вопрос «кто вы — русский или украинец?» следующим образом:

Русский. Но если честно, я не делю наши страны, потому что я родился на Украине. Я родился в Советском Союзе. Прожил весь свой сознательный возраст, с 2-х лет, в Старом Осколе. Но так же пол-лета я проводил в Антраците, пол-лета в Рубежном. И там и там — мне родные эти города. Не было никаких границ, не было никаких препятствий. Сейчас — это два разных государства, но для меня — это осталось единое целое.— Фёдор о своей национальности
Отчасти для улучшения имиджа русских за рубежом Фёдор перестал употреблять алкоголь, так как, по его словам, ему неприятно, что «наших людей ассоциируют только с выпивкой».
С тех пор как в жизни Емельяненко важную роль стала играть религия, он начал часто упоминать в интервью Бога (среди болельщиков особенно стала популярной фраза «На всё воля Божья» — девиз Фёдора), а на ринг стал выходить под песню «Ой, то не вечер», также являющуюся фоновой на его официальном сайте. Емельяненко, по собственному признанию, редко пользуется интернетом, не имеет профиля ни в одной социальной сети и не читает о себе статей. Аккаунт на ресурсе Twitter он завёл по просьбе Вадима Финкельштейна и делает там записи не сам, а полагается на кого-то из своего окружения.

### Отзывы
Он дрался с бойцами, у которых был и стиль, и атлетизм, чтобы победить его. Фёдор всё ещё величайший всех времён.— Мухаммед «Король Мо» Лаваль, бывший чемпион Strikeforce в полутяжёлом весе.

Я ничего, кроме уважения, не испытываю к Фёдору. Мы все проигрываем — это единственное, в чём можно быть уверенным в MMA. Он всё ещё Величайший всех времён.— Шейн Карвин, бывший временный чемпион «UFC» в тяжёлом весе.

В моих глазах он всегда будет чемпионом.— Би Джей Пенн, бывший чемпион «UFC» в лёгком весе, бывший чемпион «UFC» в полусреднем весе.

Я знаю одно: Фёдор — пахарь. Я очень много с ним тренировался. Мы с ним просыпались, тренировались, мы перед каждой тренировкой бежали кросс по 5-7 км. То есть тренировки у нас были, как утренние, так и вечерние. Мы тренируемся 2-2.5 часа, мы от и до, без остановки. Все время в работе. Все время в спаррингах; либо в борьбе, либо в отработке, то есть этот человек — пахарь. Этот человек очень талантливый. Не просто говорят, что человек талантлив, то талантлив во всем; он очень хорошо рисует, в нём очень много достойных качеств.— Сергей Харитонов, трёхкратный чемпион России по рукопашному бою, бронзовый призёр «Pride Grand Prix 2004» в тяжёлом весе.

Самый лучший боец, когда-либо выходивший на ринг — это Емельяненко Фёдор. Нет никого лучше, он лучший боец, которого я когда-либо видел, с кем дрался, тренировался, всё.— Кевин Рэндлмен, бывший чемпион «UFC» в тяжёлом весе.

Фёдор Емельяненко — величайший боец в мире.— Кейн Веласкес, бывший чемпион «UFC» в тяжёлом весе.

Я большой фанат Федора. Он — великий чемпион всех времен.— Жуниор "Цигано" Дус Сантус, бывший чемпион "UFC" в тяжёлом весе

Мой любимый боец. Потому что он всегда андердог, всегда меньше соперника и всегда выходит победителем. Он слишком долго дерется в эпоху допинг-препаратов, гигантских соперников. Я никогда не видел такого атлета, как он, который дерется ради самого сражения. Он столько раз опровергал ставки.— Майк Тайсон.

Фёдор — это, пожалуй, мой самый любимый боец, потому что главное его оружие — это его мозг. Фёдор — это как шахматист с удивительными физическими способностями. Он — самый разносторонне развитый боец, которого я когда-либо видел.— Майкл Джей Уайт.

Он был тем бойцом, благодаря которому я открыла для себя мир ММА. В общем, я никогда не воспринимала все это как реальную вещь, пока спустя пару лет один мой друг не показал мне хайлайт Федора Емельяненко, и это просто взорвало мой мозг. Я тогда подумала, что это самое невероятное зрелище, которое я видела за всю свою жизнь, и что этот парень неимоверно крут. С тех пор он олицетворял для меня образ ММА, и ни для кого не секрет, что я всегда была влюблена в Федора Емельяненко.— Ронда Роузи, бывшая чемпионка Strikeforce и «UFC» в легчайшем весе.

## Статистика в профессиональном ММА
| Боёв 48         | Побед 40 | Поражений 7 |
| --------------- | -------- | ----------- |
| Нокаутом        | 16       | 6           |
| Сдачей          | 15       | 1           |
| Решением        | 9        | 0           |
| Не состоявшихся | 1        | 1           |

| Результат    | Рекорд   | Соперник                | Способ                                | Турнир                                        | Дата            | Раунд | Время | Место                      | Примечание |
| ------------ | -------- | ----------------------- | ------------------------------------- | --------------------------------------------- | --------------- | ----- | ----- | -------------------------- | --- |
| Поражение    | 40-7 (1) | Райан Бейдер            | ТКО (удары)                           | Bellator 290                                  | 4 февраля 2023  | 1     | 2:30  | Инглвуд, Лос-Анджелес, США | Бой за титул чемпиона Bellator в тяжёлом весе. |
| Победа       | 40-6 (1) | Тимоти Джонсон          | KО (удар)                             | Bellator 269                                  | 23 октября 2021 | 1     | 1:46  | Москва, Россия             | |
| Победа       | 39-6 (1) | Куинтон Джексон         | ТКО (удары)                           | Bellator X Rizin                              | 29 декабря 2019 | 1     | 2:44  | Сайтама, Япония            | |
| Поражение    | 38-6 (1) | Райан Бейдер            | КО (удар)                             | Bellator 214                                  | 26 января 2019  | 1     | 0:35  | Инглвуд, Лос-Анджелес, США | Финал гран-при Bellator в тяжёлом весе. Бой за титул чемпиона Bellator в тяжёлом весе. |
| Победа       | 38-5 (1) | Чейл Сонен              | ТКО (удары)                           | Bellator 208                                  | 13 октября 2018 | 1     | 4:46  | Юниондейл, Нью-Йорк, США   | Полуфинал гран-при Bellator в тяжёлом весе. |
| Победа       | 37-5 (1) | Фрэнк Мир               | KO (удары)                            | Bellator 198                                  | 28 апреля 2018  | 1     | 0:48  | Чикаго, США                | Четвертьфинал гран-при Bellator в тяжёлом весе. |
| Поражение    | 36-5 (1) | Мэтт Митрион            | TKO (удары)                           | Bellator 180                                  | 24 июня 2017    | 1     | 1:14  | Нью-Йорк, США              | Дебют в промоушне Bellator. |
| Победа       | 36-4 (1) | Фабио Мальдонадо        | Решение большинства                   | Fight Nights Global 50                        | 17 июня 2016    | 3     | 5:00  | Санкт-Петербург, Россия    | Счёт судей: 28-28, 29-28, 29-28. Первоначальное решение о победе Емельяненко было оспорено комиссией WMMAA, настаивавшей на ничьей, но Союз MMA России отказался пересматривать принятое решение. |
| Победа       | 35-4 (1) | Джайдип Сингх           | TKO (удары)                           | Rizin FF — Rizin Fighting Federation 2        | 31 декабря 2015 | 1     | 3:02  | Сайтама, Япония            | |
| Победа       | 34-4 (1) | Педру Риззу             | KO (удары)                            | M-1 Global: Fedor vs. Rizzo                   | 21 июня 2012    | 1     | 1:24  | Санкт-Петербург, Россия    | |
| Победа       | 33-4 (1) | Сатоси Исии             | KO (удары)                            | Fight For Japan: Genki Desu Ka Omisoka 2011   | 31 декабря 2011 | 1     | 2:29  | Сайтама, Япония            | |
| Победа       | 32-4 (1) | Джефф Монсон            | Единогласное решение                  | M-1 Global: Fedor vs. Monson                  | 20 ноября 2011  | 3     | 5:00  | Москва, Россия             | |
| Поражение    | 31-4 (1) | Дэн Хендерсон           | TKO (апперкот и удары руками)         | Strikeforce: Fedor vs. Henderson              | 30 июля 2011    | 1     | 4:12  | Хоффман-Истейтс, США       | |
| Поражение    | 31-3 (1) | Антониу Силва           | TKO (остановка врачом)                | Strikeforce: Fedor vs. Silva                  | 12 февраля 2011 | 2     | 5:00  | Ист-Ратерфорд, США         | Четвертьфинал Гран-При Strikeforce 2011 в тяжёлом весе. |
| Поражение    | 31-2 (1) | Фабрисиу Вердум         | Удушающий приём (треугольник)         | Strikeforce: Fedor vs. Werdum                 | 26 июня 2010    | 1     | 1:09  | Сан-Хосе, США              | |
| Победа       | 31-1 (1) | Бретт Роджерс           | KO (оверхенд)                         | Strikeforce: Fedor vs. Rogers                 | 7 ноября 2009   | 2     | 1:48  | Хоффман-Истейтс, США       | Защитил титул чемпиона WAMMA в тяжёлом весе. |
| Победа       | 30-1 (1) | Андрей Орловский        | KO (оверхенд)                         | Affliction: Day of Reckoning                  | 24 января 2009  | 1     | 3:14  | Анахайм, США               | Защитил титул чемпиона WAMMA в тяжёлом весе. Лучший нокаут года (2009). |
| Победа       | 29-1 (1) | Тим Сильвия             | Удушающий приём (сзади)               | Affliction: Banned                            | 19 июля 2008    | 1     | 0:36  | Анахайм, США               | Завоевал вступительный титул чемпиона WAMMA в тяжёлом весе. Удушающий приём года (2008). |
| Победа       | 28-1 (1) | Чхве Хон Ман            | Болевой приём (рычаг локтя)           | Yarennoka!                                    | 31 декабря 2007 | 1     | 1:54  | Сайтама, Япония            | |
| Победа       | 27-1 (1) | Мэтт Линдленд           | Болевой приём (рычаг локтя)           | BodogFIGHT: Clash of the Nations              | 14 апреля 2007  | 1     | 2:58  | Санкт-Петербург, Россия    | |
| Победа       | 26-1 (1) | Марк Хант               | Болевой приём (кимура)                | PRIDE Shockwave 2006                          | 31 декабря 2006 | 1     | 8:16  | Сайтама, Япония            | Защитил титул чемпиона PRIDE в тяжёлом весе. |
| Победа       | 25-1 (1) | Марк Коулман            | Болевой приём (рычаг локтя)           | PRIDE 32: The Real Deal                       | 21 октября 2006 | 2     | 1:17  | Лас-Вегас, США             | |
| Победа       | 24-1 (1) | Зулузинью               | TKO (сдача от ударов)                 | PRIDE Shockwave 2005                          | 31 декабря 2005 | 1     | 0:26  | Сайтама, Япония            | |
| Победа       | 23-1 (1) | Мирко Филипович         | Единогласное решение                  | PRIDE Final Conflict 2005                     | 28 августа 2005 | 3     | 5:00  | Сайтама, Япония            | Защитил титул чемпиона PRIDE в тяжёлом весе. Лучший бой года (2005). Лучший бой десятилетия (2000-е).                                                                                             |
| Победа       | 22-1 (1) | Цуёси Косака            | TKO (остановка врачом)                | PRIDE Bushido 6                               | 3 апреля 2005   | 1     | 10:00 | Иокогама, Япония           | |
| Победа       | 21-1 (1) | Антониу Родригу Ногейра | Единогласное решение                  | PRIDE Shockwave 2004                          | 31 декабря 2004 | 3     | 5:00  | Сайтама, Япония            | Финал Гран-При PRIDE 2004 в тяжёлом весе. Объединил титул чемпиона PRIDE в тяжёлом весе. |
| Не состоялся | 20-1 (1) | Антониу Родригу Ногейра | NC (случайное столкновение головами)  | PRIDE Final Conflict 2004                     | 15 августа 2004 | 1     | 3:52  | Сайтама, Япония            | Финал Гран-При PRIDE 2004 в тяжёлом весе. |
| Победа       | 20-1     | Наоя Огава              | Болевой приём (рычаг локтя)           | PRIDE Final Conflict 2004                     | 15 августа 2004 | 1     | 0:54  | Сайтама, Япония            | Полуфинал Гран-При PRIDE 2004 в тяжёлом весе. |
| Победа       | 19-1     | Кевин Рэндлмен          | Болевой приём (кимура)                | PRIDE Critical Countdown 2004                 | 20 июня 2004    | 1     | 1:33  | Сайтама, Япония            | Четвертьфинал Гран-При PRIDE 2004 в тяжёлом весе. |
| Победа       | 18-1     | Марк Коулман            | Болевой приём (рычаг локтя)           | PRIDE Total Elimination 2004                  | 25 апреля 2004  | 1     | 2:11  | Сайтама, Япония            | Вступительный тур Гран-При PRIDE 2004 в тяжёлом весе. |
| Победа       | 17-1     | Юдзи Нагата             | TKO (удары)                           | Inoki Bom-Ba-Ye 2003                          | 31 декабря 2003 | 1     | 1:02  | Кобе, Япония               | |
| Победа       | 16-1     | Гари Гудридж            | TKO (удары)                           | PRIDE Total Elimination 2003                  | 10 августа 2003 | 1     | 1:09  | Сайтама, Япония            | |
| Победа       | 15-1     | Кадзуюки Фудзита        | Удушающий приём (сзади)               | PRIDE 26: Bad to the Bone                     | 8 июня 2003     | 1     | 4:17  | Токио, Япония              | |
| Победа       | 14-1     | Эгидиюс Валавичюс       | Болевой приём (кимура)                | RINGS Lithuania: Bushido Rings 7: Adrenalinas | 5 апреля 2003   | 2     | 1:11  | Вильнюс, Литва             | |
| Победа       | 13-1     | Антониу Родригу Ногейра | Единогласное решение                  | PRIDE 25: Body Blow                           | 16 марта 2003   | 3     | 5:00  | Иокогама, Япония           | Завоевал титул чемпиона PRIDE в тяжёлом весе. |
| Победа       | 12-1     | Хит Херринг             | Технический нокаут (остановка врачом) | PRIDE 23: Championship Chaos 2                | 24 ноября 2002  | 1     | 10:00 | Токио, Япония              | |
| Победа       | 11-1     | Сэмми Схилт             | Единогласное решение                  | PRIDE 21: Demolition                          | 23 июня 2002    | 3     | 5:00  | Сайтама, Япония            | |
| Победа       | 10-1     | Крис Хейзмен            | KO (удары)                            | RINGS: World Title Series Grand Final         | 15 февраля 2002 | 1     | 2:50  | Иокогама, Япония           | Финал турнира RINGS 2001 в абсолютном весе. |
| Победа       | 9-1      | Ли Хасделл              | Удушающий приём (гильотина)           | RINGS: World Title Series 5                   | 21 декабря 2001 | 1     | 4:10  | Иокогама, Япония           | Полуфинал турнира RINGS 2001 в абсолютном весе. |
| Победа       | 8-1      | Рюси Янагисава          | Единогласное решение                  | RINGS: World Title Series 4                   | 20 октября 2001 | 3     | 5:00  | Токио, Япония              | Четвертьфинал турнира RINGS 2001 в абсолютном весе. |
| Победа       | 7-1      | Ренату Собрал           | Единогласное решение                  | RINGS: 10th Anniversary                       | 11 августа 2001 | 2     | 5:00  | Токио, Япония              | Финал турнира RINGS 2001 в открытом весе. |
| Победа       | 6-1      | Керри Шолл              | Болевой приём (рычаг локтя)           | RINGS: World Title Series 1                   | 20 апреля 2001  | 1     | 1:47  | Токио, Япония              | Полуфинал турнира RINGS 2001 в открытом весе. |
| Победа       | 5-1      | Михаил Апостолов        | Удушающий приём (сзади)               | RINGS Russia: Russia vs. Bulgaria             | 6 апреля 2001   | 1     | 1:03  | Екатеринбург, Россия       | |
| Поражение    | 4-1      | Цуёси Косака            | TKO (остановка врачом)                | RINGS: King of Kings 2000 Block B             | 22 декабря 2000 | 1     | 0:17  | Осака, Япония              | Второй тур турнира RINGS King of Kings 2000 в тяжёлом весе. |
| Победа       | 4-0      | Рикарду Арона           | Единогласное решение                  | RINGS: King of Kings 2000 Block B             | 22 декабря 2000 | 3     | 5:00  | Осака, Япония              | Вступительный тур турнира RINGS King of Kings 2000 в тяжёлом весе. |
| Победа       | 3-0      | Мартин Лазаров          | Удушающий приём (гильотина)           | RINGS Russia: Russia vs. Bulgaria             | 4 ноября 2000   | 1     | 2:24  | Тула, Россия               | |
| Победа       | 2-0      | Хироя Такада            | KO (удары)                            | RINGS: Battle Genesis Vol. 6                  | 5 сентября 2000 | 1     | 0:12  | Токио, Япония              | |
| Победа       | 1-0      | Левон Лагвилава         | Удушающий приём (сзади)               | RINGS Russia: Russia vs. Georgia              | 18 августа 2000 | 1     | 7:24  | Тула, Россия               | По словам Фёдора, очерёдность его первых поединков в Sherdog перепутана, и первым его соперником был Лагвилава, а не Лазаров.                                                                     |

## Награды и достижения

### Смешанные боевые искусства

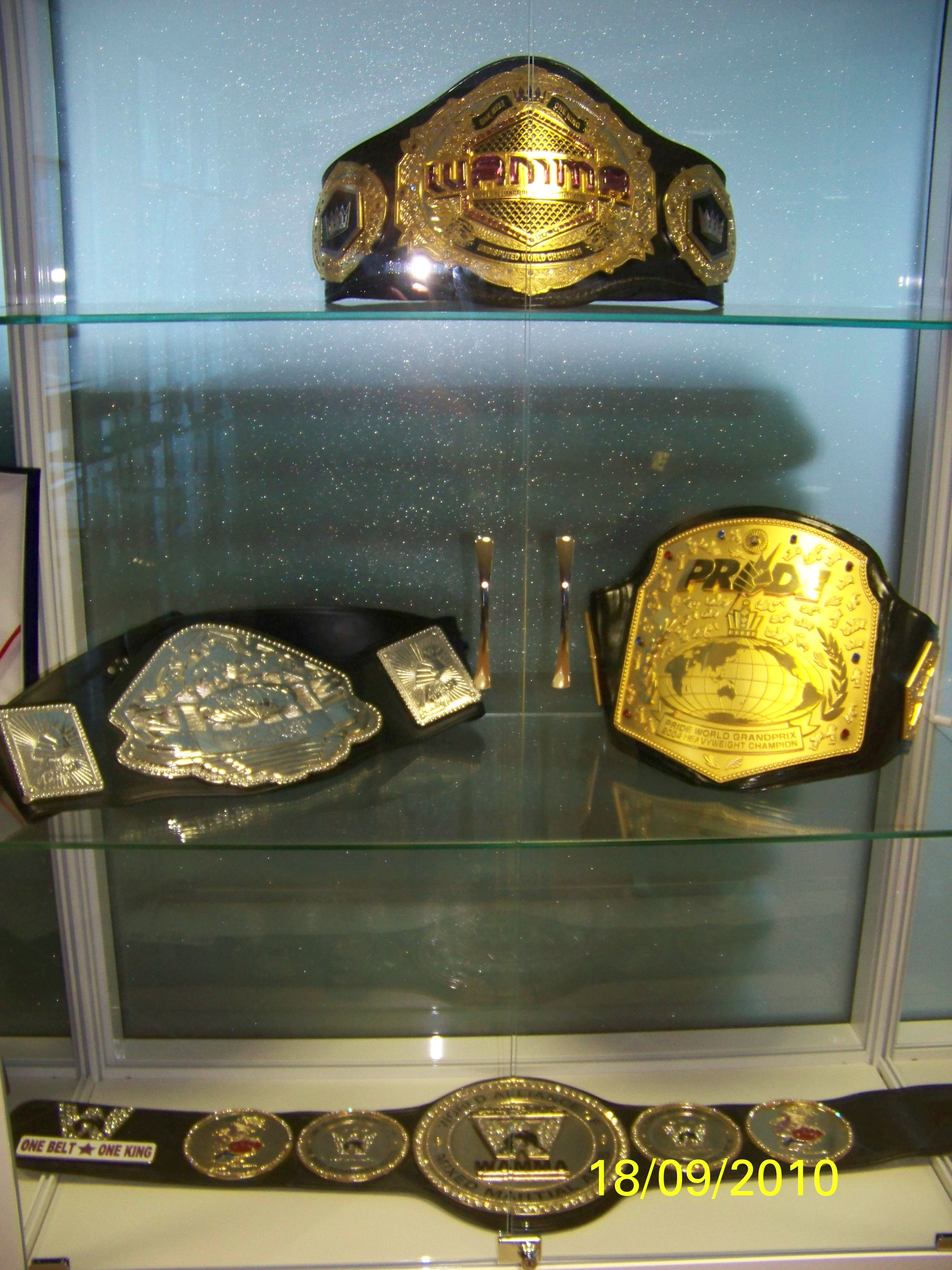
Титулы Емельяненко в MMA.

| Результат  | Дата                           | Мероприятие                          | Вес           | Место проведения         |
| ---------- | ------------------------------ | ------------------------------------ | ------------- | ------------------------ |
| Чемпион    | 19 июля 2008 — настоящее время | WAMMA World Heavyweight Championship | Тяжёлый       | Анахайм, Калифорния, США |
| Чемпион    | 16 марта 2003 — март 2007      | Pride World Heavyweight Championship | Тяжёлый       | Иокогама, Япония         |
| Победитель | 2004                           | Pride Grand Prix Tournament          | Тяжёлый       | Сайтама, Япония          |
| Победитель | 2002                           | Rings Kings of Kings Tournament      | Открытые веса | Иокогама, Япония         |
| Победитель | 2001                           | Rings World Class Tournament         | Тяжёлый       | Иокогама, Япония         |

### Дзюдо
| Результат  | Дата           | Мероприятие                              | Вес           | Место проведения      |
| ---------- | -------------- | ---------------------------------------- | ------------- | --------------------- |
| 7-е место  | 1 апреля 2000  | Dutch Grand Prix                         | 100 кг        | Роттердам, Нидерланды |
| 3-е место  | 7 февраля 1999 | Sofia Liberation A-Team                  | 100 кг        | София, Болгария       |
| 3-е место  | 24 января 1999 | Московский международный турнир по дзюдо | 100 кг        | Москва, Россия        |
| 3-е место  | 5 декабря 1998 | Чемпионат России по дзюдо                | Открытые веса | Кстово, Россия        |
| Победитель | 1997           | Международный турнир по дзюдо            | 100 кг        | Курск, Россия         |

### Боевое самбо
| Результат  | Дата | Мероприятие                                       | Вес           | Место проведения        |
| ---------- | ---- | ------------------------------------------------- | ------------- | ----------------------- |
| Победитель | 2012 | Чемпионат России по боевому самбо                 | свыше 100 кг  | Москва, Россия          |
| Победитель | 2009 | Чемпионат России по боевому самбо                 | 100 кг        | Кстово, Россия          |
| 3-е место  | 2008 | Чемпионат мира по боевому самбо                   | Тяжёлый       | Санкт-Петербург, Россия |
| Победитель | 2008 | Чемпионат России по боевому самбо                 | 100 кг        | Санкт-Петербург, Россия |
| Победитель | 2007 | Чемпионат мира по боевому самбо                   | Открытые веса | Прага, Чехия            |
| Победитель | 2007 | Чемпионат России по боевому самбо                 | 100 кг        | Бурятия, Россия         |
| Победитель | 2006 | Чемпионат России по боевому самбо                 | 100 кг        | Бурятия, Россия         |
| Победитель | 2005 | Чемпионат мира по боевому самбо                   | Тяжёлый       | Прага, Чехия            |
| Победитель | 2002 | Чемпионат мира по боевому самбо                   | Открытые веса | Панама, Панама          |
| Победитель | 2002 | Чемпионат мира по боевому самбо                   | Тяжёлый       | Салоники, Греция        |
| Победитель | 2002 | Чемпионат России по боевому самбо                 | 100 кг        | Москва, Россия          |
| 3-е место  | 2000 | Чемпионат России по боевому самбо                 | 100 кг        | Оренбург, Россия        |
| Победитель | 1998 | Чемпионат Вооружённых сил России по боевому самбо | 100 кг        | Россия                  |
| 2-е место  | 1998 | Чемпионат Вооружённых сил России по боевому самбо | Открытые веса | Россия                  |
| 3-е место  | 1998 | Чемпионат России по боевому самбо                 | 100 кг        | Калининград, Россия     |
| Победитель | 1997 | Чемпионат Европы по боевому самбо                 | 100 кг        | Тбилиси, Грузия         |
| Победитель | 1997 | Чемпионат России по боевому самбо                 | 100 кг        | Санкт-Петербург, Россия |

### Награды и звания
- Медаль ордена «За заслуги перед Отечеством» II степени (21 мая 2007 года) — за заслуги в развитии физической культуры и спорта и многолетнюю добросовестную работу[209]
- Орден Петра Великого I степени (2007)[210]
- Почётное звание «Лучший в спорте Санкт-Петербурга» (2009)[211]
- Медаль «За заслуги перед Землей Белгородской» (2009)[212]
- Звание «Почётного гражданина Белгородской области» за выдающиеся достижения в спорте и личный вклад в развитие физической культуры и спорта (2009)[213]
- Золотой орден семьи Романовых «Святой Николай II» I степени (2010)[214]
- Почётное звание лауреата областной акции «50-летию области — 50 славных дел»[212]
- Почётный знак «За заслуги в развитии физической культуры и спорта» (2016)[215]

## Деятельность вне спорта

### Кино
В 2009 году, в период подготовки к бою с Роджерсом, Фёдор принял участие в съёмках фильма «Ключ Саламандры», где сыграл роль бойца спецназа — Фёдора.

### Книги

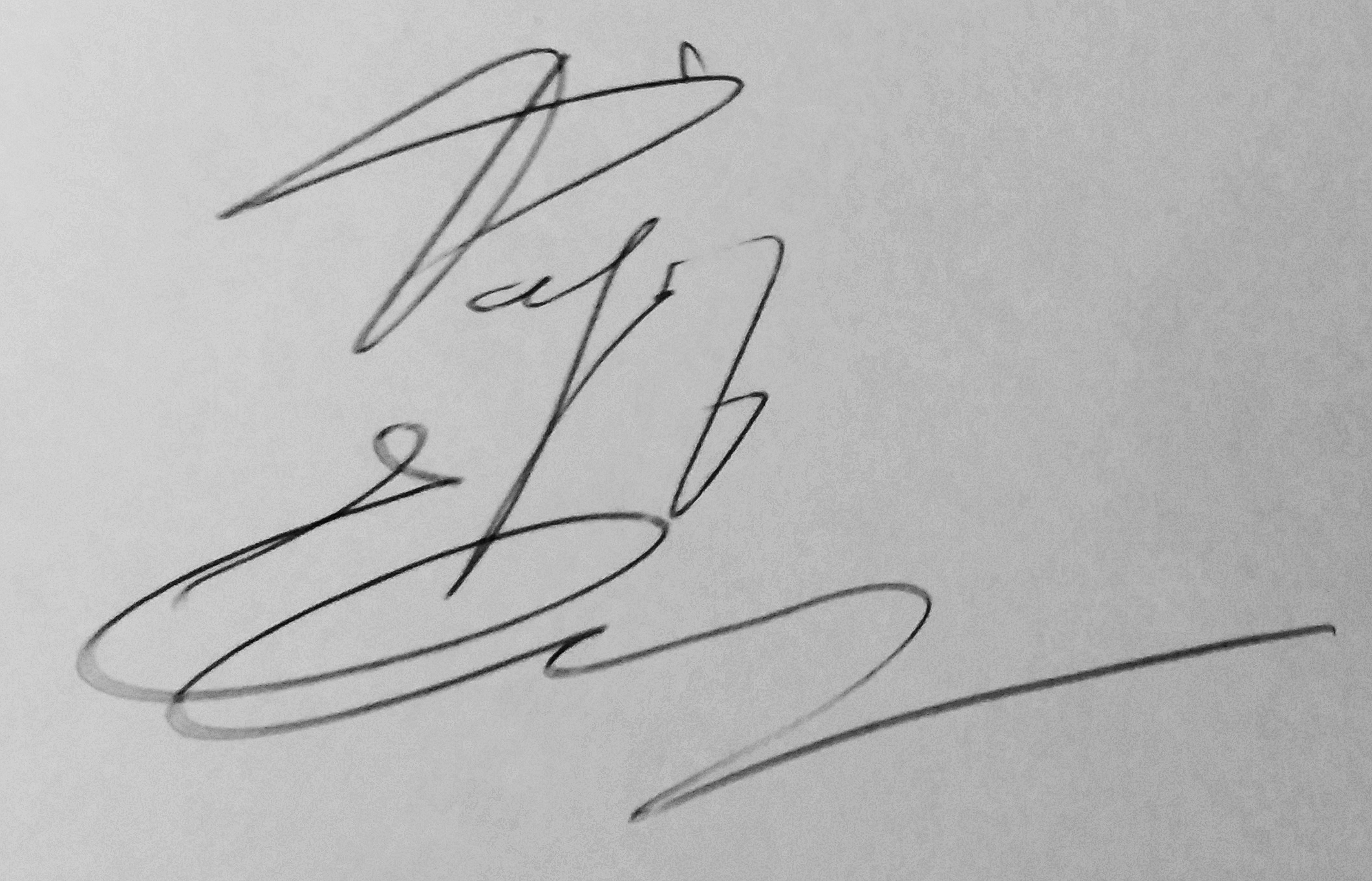
Автограф Фёдора Емельяненко.

В 2008 году издательством Victory Belt Publishing была выпущена книга «Fedor: The Fighting System of the World’s Undisputed King of MMA» (с англ. — «Фёдор: боевая система неоспоримого Короля ММА»), соавторами которой стали Глен Кордоза, Эрик Краус и Фёдор Емельяненко.
В 2012 году Фёдор Емельяненко стал соавтором книги «Самбо — наука побеждать».

### Политическая и общественная деятельность
С 3 сентября 2007 года Фёдор Емельяненко является членом политической партии «Единая Россия». В октябре 2010 года Емельяненко был избран в Белгородскую областную думу в составе списка кандидатов от партии. В предвыборной программе бойца значительное внимание было уделено развитию молодёжных движений и спортивных интересов общественности. Будучи избранным, Емельяненко сказал, что будет «следить за соблюдением прав человека и делать жизнь людей лучше». В августе 2012 года Емельяненко стал членом Совета по развитию физкультуры и спорта, после чего с семьёй переехал из Старого Оскола в Москву. В этом же году Федор сложил полномочия и стал советником министра спорта РФ.
16 мая 2012 года Фёдор Емельяненко был избран первым президентом созданного Союза смешанных боевых единоборств ММА России, 18 декабря 2016 года был переизбран на второй срок. 21 октября 2018 года на посту президента Союза ММА России его заменил Радмир Габдуллин, при этом Фёдор Емельяненко стал почётным президентом и председателем Наблюдательного совета (до апреля 2022 года). В июне 2022 года вновь избран президентом Союза смешанных боевых единоборств «ММА» России.
В ходе президентских выборов 2018 года был доверенным лицом Владимира Путина.

### Рекламирование одежды
В 2011 году Емельяненко стал «лицом» российского бренда спортивной одежды «Forward». Компания планирует выпуск отдельной линейки «от Фёдора Емельяненко», в разработке которой сам спортсмен будет принимать участие. По словам Емельяненко, он бы хотел, чтобы коллекция содержала не только национальную, но и духовную составляющую.

### Прочее
Фёдор является персонажем компьютерной игры EA Sports MMA от Electronic Arts.
В сентябре 2021 года Емельяненко подал документы в магистратуру Воронежского государственного аграрного университета имени императора Петра I. Зачислен на бюджетной основе с 1 октября.
6 декабря 2024 года защитил в БелГУ кандидатскую диссертацию по воспитанию духовно-нравственных качеств спортсменов, выступающих в смешанном боевом единоборстве, на учебно-тренировочном этапе. Диссертация была подготовлена при поддержке Союза MMA России.

### Комментарии
1. ↑  Очень распространённым является неверное написание «Арловский»
2. ↑  В СМИ часто встречается испанизированный вариант имени Антонио Сильва, не соответствующий фактическому произношению Архивная копия от 15 февраля 2016 на Wayback Machine и португальско-русской практической транскрипции.
3. ↑  Бой начался в Ист-Ратерфорде (пригороде Нью-Йорка), штат Нью-Джерси, в 22:45 по североамериканскому восточному времени, то есть в 06:45 13 февраля 2011 года по московскому времени.
4. ↑  В русскоязычных СМИ широко распространено написание «Сатоши Ишии», которое, однако, не соответствует официальной системе транслитерации.